# Конфликт Карлсена — Ниманна
Конфликт Магнуса Карлсена и Ханса Ниманна начался после того, как 4 сентября 2022 года на Кубке Синкфилда действующий на тот момент чемпион мира по шахматам Магнус Карлсен проиграл молодому и малоизвестному сопернику, после чего обвинил его в жульничестве и снялся с турнира. На следующей встрече с Ниманном Карлсен сдался на 2-м ходу. Ниманн сказал, что играл честно, признавшись, что ранее жульничал в онлайн-шахматах.
Позже участниками конфликта стали другие гроссмейстеры, ФИДЕ и сайт chess.com, который опубликовал длинный отчёт о Ниманне, оценивающий его игру. Скандал получил широкое обозрение в мировых СМИ.
20 октября Ниманн подал иск на 100 миллионов долларов против Карлсена, Chess.com и Хикару Накамуры, объявив, что ему хотят загубить карьеру.
28 августа 2023 года конфликт был урегулирован, а иск отозван. Chess.com разблокировал Ниманна, а Карлсен пообещал сыграть с ним в ближайшей встрече за доской. Позже ФИДЕ оштрафовала Карлсена на 10 000 евро за снятие с турнира, но сняла с него обвинения в клевете.
После урегулирования конфликта фамилия Ниманна в шахматном мире (в основном в шуточной форме) продолжила ассоциироваться с нечестной игрой.

## Предыстория
На начало 2022 года Карлсен был лучшим шахматистом мира. Он обыграл Яна Непомнящего в матче за звание чемпиона мира в конце 2021 года. 20 июля 2022 года отказался защищать титул, так как претендентом не стал бывший шахматный вундеркинд Алиреза Фирузджа. Карлсен также сказал, что продолжит играть в шахматы на профессиональном уровне.
19-летний Ниманн входил в топ-10 среди юниоров и в топ-50 в мировом рейтинге. За 3 месяца он увеличил рейтинг с 2500 до 2600 и привлёк этим к себе внимание.
В августе 2022 года Ниманн с Карлсеном играли в турнире по рапиду FTX Crypto Cup, который организовала компания Chess24 в Майами. Шахматисты встретились в матче из 4 партий. Первую выиграл Ниманн, затем 3 подряд проиграл. После победы в интервью Ниманн сказал фразу «Шахматы говорят сами за себя (англ. Chess speaks for itself)», которая стала мемом.
Перед Кубком Синкфилда компания Карлсена Play Magnus участвовала в слиянии с Chess.com.
|   | a | b | c | d | e | f | g | h |   |
| - | --- | --- | --- | --- | --- | --- | --- | --- | - |
| 8 | h8 чёрная ладья · a7 чёрная пешка · d7 чёрная ладья · e7 чёрная пешка · f7 чёрная пешка · g7 чёрный слон · h7 чёрный король · c6 чёрная пешка · e6 чёрный ферзь · h6 чёрная пешка · c5 чёрная пешка · e5 белая пешка · f5 чёрный слон · g5 чёрная пешка · c4 белая пешка · a3 белая пешка · b3 белый ферзь · d3 белая пешка · e3 белая ладья · f3 белый конь · g3 белый слон · h3 белая пешка · f2 белая пешка · g2 белая пешка · a1 белая ладья · g1 белый король | h8 чёрная ладья · a7 чёрная пешка · d7 чёрная ладья · e7 чёрная пешка · f7 чёрная пешка · g7 чёрный слон · h7 чёрный король · c6 чёрная пешка · e6 чёрный ферзь · h6 чёрная пешка · c5 чёрная пешка · e5 белая пешка · f5 чёрный слон · g5 чёрная пешка · c4 белая пешка · a3 белая пешка · b3 белый ферзь · d3 белая пешка · e3 белая ладья · f3 белый конь · g3 белый слон · h3 белая пешка · f2 белая пешка · g2 белая пешка · a1 белая ладья · g1 белый король | h8 чёрная ладья · a7 чёрная пешка · d7 чёрная ладья · e7 чёрная пешка · f7 чёрная пешка · g7 чёрный слон · h7 чёрный король · c6 чёрная пешка · e6 чёрный ферзь · h6 чёрная пешка · c5 чёрная пешка · e5 белая пешка · f5 чёрный слон · g5 чёрная пешка · c4 белая пешка · a3 белая пешка · b3 белый ферзь · d3 белая пешка · e3 белая ладья · f3 белый конь · g3 белый слон · h3 белая пешка · f2 белая пешка · g2 белая пешка · a1 белая ладья · g1 белый король | h8 чёрная ладья · a7 чёрная пешка · d7 чёрная ладья · e7 чёрная пешка · f7 чёрная пешка · g7 чёрный слон · h7 чёрный король · c6 чёрная пешка · e6 чёрный ферзь · h6 чёрная пешка · c5 чёрная пешка · e5 белая пешка · f5 чёрный слон · g5 чёрная пешка · c4 белая пешка · a3 белая пешка · b3 белый ферзь · d3 белая пешка · e3 белая ладья · f3 белый конь · g3 белый слон · h3 белая пешка · f2 белая пешка · g2 белая пешка · a1 белая ладья · g1 белый король | h8 чёрная ладья · a7 чёрная пешка · d7 чёрная ладья · e7 чёрная пешка · f7 чёрная пешка · g7 чёрный слон · h7 чёрный король · c6 чёрная пешка · e6 чёрный ферзь · h6 чёрная пешка · c5 чёрная пешка · e5 белая пешка · f5 чёрный слон · g5 чёрная пешка · c4 белая пешка · a3 белая пешка · b3 белый ферзь · d3 белая пешка · e3 белая ладья · f3 белый конь · g3 белый слон · h3 белая пешка · f2 белая пешка · g2 белая пешка · a1 белая ладья · g1 белый король | h8 чёрная ладья · a7 чёрная пешка · d7 чёрная ладья · e7 чёрная пешка · f7 чёрная пешка · g7 чёрный слон · h7 чёрный король · c6 чёрная пешка · e6 чёрный ферзь · h6 чёрная пешка · c5 чёрная пешка · e5 белая пешка · f5 чёрный слон · g5 чёрная пешка · c4 белая пешка · a3 белая пешка · b3 белый ферзь · d3 белая пешка · e3 белая ладья · f3 белый конь · g3 белый слон · h3 белая пешка · f2 белая пешка · g2 белая пешка · a1 белая ладья · g1 белый король | h8 чёрная ладья · a7 чёрная пешка · d7 чёрная ладья · e7 чёрная пешка · f7 чёрная пешка · g7 чёрный слон · h7 чёрный король · c6 чёрная пешка · e6 чёрный ферзь · h6 чёрная пешка · c5 чёрная пешка · e5 белая пешка · f5 чёрный слон · g5 чёрная пешка · c4 белая пешка · a3 белая пешка · b3 белый ферзь · d3 белая пешка · e3 белая ладья · f3 белый конь · g3 белый слон · h3 белая пешка · f2 белая пешка · g2 белая пешка · a1 белая ладья · g1 белый король | h8 чёрная ладья · a7 чёрная пешка · d7 чёрная ладья · e7 чёрная пешка · f7 чёрная пешка · g7 чёрный слон · h7 чёрный король · c6 чёрная пешка · e6 чёрный ферзь · h6 чёрная пешка · c5 чёрная пешка · e5 белая пешка · f5 чёрный слон · g5 чёрная пешка · c4 белая пешка · a3 белая пешка · b3 белый ферзь · d3 белая пешка · e3 белая ладья · f3 белый конь · g3 белый слон · h3 белая пешка · f2 белая пешка · g2 белая пешка · a1 белая ладья · g1 белый король | 8 |
| 7 | h8 чёрная ладья · a7 чёрная пешка · d7 чёрная ладья · e7 чёрная пешка · f7 чёрная пешка · g7 чёрный слон · h7 чёрный король · c6 чёрная пешка · e6 чёрный ферзь · h6 чёрная пешка · c5 чёрная пешка · e5 белая пешка · f5 чёрный слон · g5 чёрная пешка · c4 белая пешка · a3 белая пешка · b3 белый ферзь · d3 белая пешка · e3 белая ладья · f3 белый конь · g3 белый слон · h3 белая пешка · f2 белая пешка · g2 белая пешка · a1 белая ладья · g1 белый король | h8 чёрная ладья · a7 чёрная пешка · d7 чёрная ладья · e7 чёрная пешка · f7 чёрная пешка · g7 чёрный слон · h7 чёрный король · c6 чёрная пешка · e6 чёрный ферзь · h6 чёрная пешка · c5 чёрная пешка · e5 белая пешка · f5 чёрный слон · g5 чёрная пешка · c4 белая пешка · a3 белая пешка · b3 белый ферзь · d3 белая пешка · e3 белая ладья · f3 белый конь · g3 белый слон · h3 белая пешка · f2 белая пешка · g2 белая пешка · a1 белая ладья · g1 белый король | h8 чёрная ладья · a7 чёрная пешка · d7 чёрная ладья · e7 чёрная пешка · f7 чёрная пешка · g7 чёрный слон · h7 чёрный король · c6 чёрная пешка · e6 чёрный ферзь · h6 чёрная пешка · c5 чёрная пешка · e5 белая пешка · f5 чёрный слон · g5 чёрная пешка · c4 белая пешка · a3 белая пешка · b3 белый ферзь · d3 белая пешка · e3 белая ладья · f3 белый конь · g3 белый слон · h3 белая пешка · f2 белая пешка · g2 белая пешка · a1 белая ладья · g1 белый король | h8 чёрная ладья · a7 чёрная пешка · d7 чёрная ладья · e7 чёрная пешка · f7 чёрная пешка · g7 чёрный слон · h7 чёрный король · c6 чёрная пешка · e6 чёрный ферзь · h6 чёрная пешка · c5 чёрная пешка · e5 белая пешка · f5 чёрный слон · g5 чёрная пешка · c4 белая пешка · a3 белая пешка · b3 белый ферзь · d3 белая пешка · e3 белая ладья · f3 белый конь · g3 белый слон · h3 белая пешка · f2 белая пешка · g2 белая пешка · a1 белая ладья · g1 белый король | h8 чёрная ладья · a7 чёрная пешка · d7 чёрная ладья · e7 чёрная пешка · f7 чёрная пешка · g7 чёрный слон · h7 чёрный король · c6 чёрная пешка · e6 чёрный ферзь · h6 чёрная пешка · c5 чёрная пешка · e5 белая пешка · f5 чёрный слон · g5 чёрная пешка · c4 белая пешка · a3 белая пешка · b3 белый ферзь · d3 белая пешка · e3 белая ладья · f3 белый конь · g3 белый слон · h3 белая пешка · f2 белая пешка · g2 белая пешка · a1 белая ладья · g1 белый король | h8 чёрная ладья · a7 чёрная пешка · d7 чёрная ладья · e7 чёрная пешка · f7 чёрная пешка · g7 чёрный слон · h7 чёрный король · c6 чёрная пешка · e6 чёрный ферзь · h6 чёрная пешка · c5 чёрная пешка · e5 белая пешка · f5 чёрный слон · g5 чёрная пешка · c4 белая пешка · a3 белая пешка · b3 белый ферзь · d3 белая пешка · e3 белая ладья · f3 белый конь · g3 белый слон · h3 белая пешка · f2 белая пешка · g2 белая пешка · a1 белая ладья · g1 белый король | h8 чёрная ладья · a7 чёрная пешка · d7 чёрная ладья · e7 чёрная пешка · f7 чёрная пешка · g7 чёрный слон · h7 чёрный король · c6 чёрная пешка · e6 чёрный ферзь · h6 чёрная пешка · c5 чёрная пешка · e5 белая пешка · f5 чёрный слон · g5 чёрная пешка · c4 белая пешка · a3 белая пешка · b3 белый ферзь · d3 белая пешка · e3 белая ладья · f3 белый конь · g3 белый слон · h3 белая пешка · f2 белая пешка · g2 белая пешка · a1 белая ладья · g1 белый король | h8 чёрная ладья · a7 чёрная пешка · d7 чёрная ладья · e7 чёрная пешка · f7 чёрная пешка · g7 чёрный слон · h7 чёрный король · c6 чёрная пешка · e6 чёрный ферзь · h6 чёрная пешка · c5 чёрная пешка · e5 белая пешка · f5 чёрный слон · g5 чёрная пешка · c4 белая пешка · a3 белая пешка · b3 белый ферзь · d3 белая пешка · e3 белая ладья · f3 белый конь · g3 белый слон · h3 белая пешка · f2 белая пешка · g2 белая пешка · a1 белая ладья · g1 белый король | 7 |
| 6 | h8 чёрная ладья · a7 чёрная пешка · d7 чёрная ладья · e7 чёрная пешка · f7 чёрная пешка · g7 чёрный слон · h7 чёрный король · c6 чёрная пешка · e6 чёрный ферзь · h6 чёрная пешка · c5 чёрная пешка · e5 белая пешка · f5 чёрный слон · g5 чёрная пешка · c4 белая пешка · a3 белая пешка · b3 белый ферзь · d3 белая пешка · e3 белая ладья · f3 белый конь · g3 белый слон · h3 белая пешка · f2 белая пешка · g2 белая пешка · a1 белая ладья · g1 белый король | h8 чёрная ладья · a7 чёрная пешка · d7 чёрная ладья · e7 чёрная пешка · f7 чёрная пешка · g7 чёрный слон · h7 чёрный король · c6 чёрная пешка · e6 чёрный ферзь · h6 чёрная пешка · c5 чёрная пешка · e5 белая пешка · f5 чёрный слон · g5 чёрная пешка · c4 белая пешка · a3 белая пешка · b3 белый ферзь · d3 белая пешка · e3 белая ладья · f3 белый конь · g3 белый слон · h3 белая пешка · f2 белая пешка · g2 белая пешка · a1 белая ладья · g1 белый король | h8 чёрная ладья · a7 чёрная пешка · d7 чёрная ладья · e7 чёрная пешка · f7 чёрная пешка · g7 чёрный слон · h7 чёрный король · c6 чёрная пешка · e6 чёрный ферзь · h6 чёрная пешка · c5 чёрная пешка · e5 белая пешка · f5 чёрный слон · g5 чёрная пешка · c4 белая пешка · a3 белая пешка · b3 белый ферзь · d3 белая пешка · e3 белая ладья · f3 белый конь · g3 белый слон · h3 белая пешка · f2 белая пешка · g2 белая пешка · a1 белая ладья · g1 белый король | h8 чёрная ладья · a7 чёрная пешка · d7 чёрная ладья · e7 чёрная пешка · f7 чёрная пешка · g7 чёрный слон · h7 чёрный король · c6 чёрная пешка · e6 чёрный ферзь · h6 чёрная пешка · c5 чёрная пешка · e5 белая пешка · f5 чёрный слон · g5 чёрная пешка · c4 белая пешка · a3 белая пешка · b3 белый ферзь · d3 белая пешка · e3 белая ладья · f3 белый конь · g3 белый слон · h3 белая пешка · f2 белая пешка · g2 белая пешка · a1 белая ладья · g1 белый король | h8 чёрная ладья · a7 чёрная пешка · d7 чёрная ладья · e7 чёрная пешка · f7 чёрная пешка · g7 чёрный слон · h7 чёрный король · c6 чёрная пешка · e6 чёрный ферзь · h6 чёрная пешка · c5 чёрная пешка · e5 белая пешка · f5 чёрный слон · g5 чёрная пешка · c4 белая пешка · a3 белая пешка · b3 белый ферзь · d3 белая пешка · e3 белая ладья · f3 белый конь · g3 белый слон · h3 белая пешка · f2 белая пешка · g2 белая пешка · a1 белая ладья · g1 белый король | h8 чёрная ладья · a7 чёрная пешка · d7 чёрная ладья · e7 чёрная пешка · f7 чёрная пешка · g7 чёрный слон · h7 чёрный король · c6 чёрная пешка · e6 чёрный ферзь · h6 чёрная пешка · c5 чёрная пешка · e5 белая пешка · f5 чёрный слон · g5 чёрная пешка · c4 белая пешка · a3 белая пешка · b3 белый ферзь · d3 белая пешка · e3 белая ладья · f3 белый конь · g3 белый слон · h3 белая пешка · f2 белая пешка · g2 белая пешка · a1 белая ладья · g1 белый король | h8 чёрная ладья · a7 чёрная пешка · d7 чёрная ладья · e7 чёрная пешка · f7 чёрная пешка · g7 чёрный слон · h7 чёрный король · c6 чёрная пешка · e6 чёрный ферзь · h6 чёрная пешка · c5 чёрная пешка · e5 белая пешка · f5 чёрный слон · g5 чёрная пешка · c4 белая пешка · a3 белая пешка · b3 белый ферзь · d3 белая пешка · e3 белая ладья · f3 белый конь · g3 белый слон · h3 белая пешка · f2 белая пешка · g2 белая пешка · a1 белая ладья · g1 белый король | h8 чёрная ладья · a7 чёрная пешка · d7 чёрная ладья · e7 чёрная пешка · f7 чёрная пешка · g7 чёрный слон · h7 чёрный король · c6 чёрная пешка · e6 чёрный ферзь · h6 чёрная пешка · c5 чёрная пешка · e5 белая пешка · f5 чёрный слон · g5 чёрная пешка · c4 белая пешка · a3 белая пешка · b3 белый ферзь · d3 белая пешка · e3 белая ладья · f3 белый конь · g3 белый слон · h3 белая пешка · f2 белая пешка · g2 белая пешка · a1 белая ладья · g1 белый король | 6 |
| 5 | h8 чёрная ладья · a7 чёрная пешка · d7 чёрная ладья · e7 чёрная пешка · f7 чёрная пешка · g7 чёрный слон · h7 чёрный король · c6 чёрная пешка · e6 чёрный ферзь · h6 чёрная пешка · c5 чёрная пешка · e5 белая пешка · f5 чёрный слон · g5 чёрная пешка · c4 белая пешка · a3 белая пешка · b3 белый ферзь · d3 белая пешка · e3 белая ладья · f3 белый конь · g3 белый слон · h3 белая пешка · f2 белая пешка · g2 белая пешка · a1 белая ладья · g1 белый король | h8 чёрная ладья · a7 чёрная пешка · d7 чёрная ладья · e7 чёрная пешка · f7 чёрная пешка · g7 чёрный слон · h7 чёрный король · c6 чёрная пешка · e6 чёрный ферзь · h6 чёрная пешка · c5 чёрная пешка · e5 белая пешка · f5 чёрный слон · g5 чёрная пешка · c4 белая пешка · a3 белая пешка · b3 белый ферзь · d3 белая пешка · e3 белая ладья · f3 белый конь · g3 белый слон · h3 белая пешка · f2 белая пешка · g2 белая пешка · a1 белая ладья · g1 белый король | h8 чёрная ладья · a7 чёрная пешка · d7 чёрная ладья · e7 чёрная пешка · f7 чёрная пешка · g7 чёрный слон · h7 чёрный король · c6 чёрная пешка · e6 чёрный ферзь · h6 чёрная пешка · c5 чёрная пешка · e5 белая пешка · f5 чёрный слон · g5 чёрная пешка · c4 белая пешка · a3 белая пешка · b3 белый ферзь · d3 белая пешка · e3 белая ладья · f3 белый конь · g3 белый слон · h3 белая пешка · f2 белая пешка · g2 белая пешка · a1 белая ладья · g1 белый король | h8 чёрная ладья · a7 чёрная пешка · d7 чёрная ладья · e7 чёрная пешка · f7 чёрная пешка · g7 чёрный слон · h7 чёрный король · c6 чёрная пешка · e6 чёрный ферзь · h6 чёрная пешка · c5 чёрная пешка · e5 белая пешка · f5 чёрный слон · g5 чёрная пешка · c4 белая пешка · a3 белая пешка · b3 белый ферзь · d3 белая пешка · e3 белая ладья · f3 белый конь · g3 белый слон · h3 белая пешка · f2 белая пешка · g2 белая пешка · a1 белая ладья · g1 белый король | h8 чёрная ладья · a7 чёрная пешка · d7 чёрная ладья · e7 чёрная пешка · f7 чёрная пешка · g7 чёрный слон · h7 чёрный король · c6 чёрная пешка · e6 чёрный ферзь · h6 чёрная пешка · c5 чёрная пешка · e5 белая пешка · f5 чёрный слон · g5 чёрная пешка · c4 белая пешка · a3 белая пешка · b3 белый ферзь · d3 белая пешка · e3 белая ладья · f3 белый конь · g3 белый слон · h3 белая пешка · f2 белая пешка · g2 белая пешка · a1 белая ладья · g1 белый король | h8 чёрная ладья · a7 чёрная пешка · d7 чёрная ладья · e7 чёрная пешка · f7 чёрная пешка · g7 чёрный слон · h7 чёрный король · c6 чёрная пешка · e6 чёрный ферзь · h6 чёрная пешка · c5 чёрная пешка · e5 белая пешка · f5 чёрный слон · g5 чёрная пешка · c4 белая пешка · a3 белая пешка · b3 белый ферзь · d3 белая пешка · e3 белая ладья · f3 белый конь · g3 белый слон · h3 белая пешка · f2 белая пешка · g2 белая пешка · a1 белая ладья · g1 белый король | h8 чёрная ладья · a7 чёрная пешка · d7 чёрная ладья · e7 чёрная пешка · f7 чёрная пешка · g7 чёрный слон · h7 чёрный король · c6 чёрная пешка · e6 чёрный ферзь · h6 чёрная пешка · c5 чёрная пешка · e5 белая пешка · f5 чёрный слон · g5 чёрная пешка · c4 белая пешка · a3 белая пешка · b3 белый ферзь · d3 белая пешка · e3 белая ладья · f3 белый конь · g3 белый слон · h3 белая пешка · f2 белая пешка · g2 белая пешка · a1 белая ладья · g1 белый король | h8 чёрная ладья · a7 чёрная пешка · d7 чёрная ладья · e7 чёрная пешка · f7 чёрная пешка · g7 чёрный слон · h7 чёрный король · c6 чёрная пешка · e6 чёрный ферзь · h6 чёрная пешка · c5 чёрная пешка · e5 белая пешка · f5 чёрный слон · g5 чёрная пешка · c4 белая пешка · a3 белая пешка · b3 белый ферзь · d3 белая пешка · e3 белая ладья · f3 белый конь · g3 белый слон · h3 белая пешка · f2 белая пешка · g2 белая пешка · a1 белая ладья · g1 белый король | 5 |
| 4 | h8 чёрная ладья · a7 чёрная пешка · d7 чёрная ладья · e7 чёрная пешка · f7 чёрная пешка · g7 чёрный слон · h7 чёрный король · c6 чёрная пешка · e6 чёрный ферзь · h6 чёрная пешка · c5 чёрная пешка · e5 белая пешка · f5 чёрный слон · g5 чёрная пешка · c4 белая пешка · a3 белая пешка · b3 белый ферзь · d3 белая пешка · e3 белая ладья · f3 белый конь · g3 белый слон · h3 белая пешка · f2 белая пешка · g2 белая пешка · a1 белая ладья · g1 белый король | h8 чёрная ладья · a7 чёрная пешка · d7 чёрная ладья · e7 чёрная пешка · f7 чёрная пешка · g7 чёрный слон · h7 чёрный король · c6 чёрная пешка · e6 чёрный ферзь · h6 чёрная пешка · c5 чёрная пешка · e5 белая пешка · f5 чёрный слон · g5 чёрная пешка · c4 белая пешка · a3 белая пешка · b3 белый ферзь · d3 белая пешка · e3 белая ладья · f3 белый конь · g3 белый слон · h3 белая пешка · f2 белая пешка · g2 белая пешка · a1 белая ладья · g1 белый король | h8 чёрная ладья · a7 чёрная пешка · d7 чёрная ладья · e7 чёрная пешка · f7 чёрная пешка · g7 чёрный слон · h7 чёрный король · c6 чёрная пешка · e6 чёрный ферзь · h6 чёрная пешка · c5 чёрная пешка · e5 белая пешка · f5 чёрный слон · g5 чёрная пешка · c4 белая пешка · a3 белая пешка · b3 белый ферзь · d3 белая пешка · e3 белая ладья · f3 белый конь · g3 белый слон · h3 белая пешка · f2 белая пешка · g2 белая пешка · a1 белая ладья · g1 белый король | h8 чёрная ладья · a7 чёрная пешка · d7 чёрная ладья · e7 чёрная пешка · f7 чёрная пешка · g7 чёрный слон · h7 чёрный король · c6 чёрная пешка · e6 чёрный ферзь · h6 чёрная пешка · c5 чёрная пешка · e5 белая пешка · f5 чёрный слон · g5 чёрная пешка · c4 белая пешка · a3 белая пешка · b3 белый ферзь · d3 белая пешка · e3 белая ладья · f3 белый конь · g3 белый слон · h3 белая пешка · f2 белая пешка · g2 белая пешка · a1 белая ладья · g1 белый король | h8 чёрная ладья · a7 чёрная пешка · d7 чёрная ладья · e7 чёрная пешка · f7 чёрная пешка · g7 чёрный слон · h7 чёрный король · c6 чёрная пешка · e6 чёрный ферзь · h6 чёрная пешка · c5 чёрная пешка · e5 белая пешка · f5 чёрный слон · g5 чёрная пешка · c4 белая пешка · a3 белая пешка · b3 белый ферзь · d3 белая пешка · e3 белая ладья · f3 белый конь · g3 белый слон · h3 белая пешка · f2 белая пешка · g2 белая пешка · a1 белая ладья · g1 белый король | h8 чёрная ладья · a7 чёрная пешка · d7 чёрная ладья · e7 чёрная пешка · f7 чёрная пешка · g7 чёрный слон · h7 чёрный король · c6 чёрная пешка · e6 чёрный ферзь · h6 чёрная пешка · c5 чёрная пешка · e5 белая пешка · f5 чёрный слон · g5 чёрная пешка · c4 белая пешка · a3 белая пешка · b3 белый ферзь · d3 белая пешка · e3 белая ладья · f3 белый конь · g3 белый слон · h3 белая пешка · f2 белая пешка · g2 белая пешка · a1 белая ладья · g1 белый король | h8 чёрная ладья · a7 чёрная пешка · d7 чёрная ладья · e7 чёрная пешка · f7 чёрная пешка · g7 чёрный слон · h7 чёрный король · c6 чёрная пешка · e6 чёрный ферзь · h6 чёрная пешка · c5 чёрная пешка · e5 белая пешка · f5 чёрный слон · g5 чёрная пешка · c4 белая пешка · a3 белая пешка · b3 белый ферзь · d3 белая пешка · e3 белая ладья · f3 белый конь · g3 белый слон · h3 белая пешка · f2 белая пешка · g2 белая пешка · a1 белая ладья · g1 белый король | h8 чёрная ладья · a7 чёрная пешка · d7 чёрная ладья · e7 чёрная пешка · f7 чёрная пешка · g7 чёрный слон · h7 чёрный король · c6 чёрная пешка · e6 чёрный ферзь · h6 чёрная пешка · c5 чёрная пешка · e5 белая пешка · f5 чёрный слон · g5 чёрная пешка · c4 белая пешка · a3 белая пешка · b3 белый ферзь · d3 белая пешка · e3 белая ладья · f3 белый конь · g3 белый слон · h3 белая пешка · f2 белая пешка · g2 белая пешка · a1 белая ладья · g1 белый король | 4 |
| 3 | h8 чёрная ладья · a7 чёрная пешка · d7 чёрная ладья · e7 чёрная пешка · f7 чёрная пешка · g7 чёрный слон · h7 чёрный король · c6 чёрная пешка · e6 чёрный ферзь · h6 чёрная пешка · c5 чёрная пешка · e5 белая пешка · f5 чёрный слон · g5 чёрная пешка · c4 белая пешка · a3 белая пешка · b3 белый ферзь · d3 белая пешка · e3 белая ладья · f3 белый конь · g3 белый слон · h3 белая пешка · f2 белая пешка · g2 белая пешка · a1 белая ладья · g1 белый король | h8 чёрная ладья · a7 чёрная пешка · d7 чёрная ладья · e7 чёрная пешка · f7 чёрная пешка · g7 чёрный слон · h7 чёрный король · c6 чёрная пешка · e6 чёрный ферзь · h6 чёрная пешка · c5 чёрная пешка · e5 белая пешка · f5 чёрный слон · g5 чёрная пешка · c4 белая пешка · a3 белая пешка · b3 белый ферзь · d3 белая пешка · e3 белая ладья · f3 белый конь · g3 белый слон · h3 белая пешка · f2 белая пешка · g2 белая пешка · a1 белая ладья · g1 белый король | h8 чёрная ладья · a7 чёрная пешка · d7 чёрная ладья · e7 чёрная пешка · f7 чёрная пешка · g7 чёрный слон · h7 чёрный король · c6 чёрная пешка · e6 чёрный ферзь · h6 чёрная пешка · c5 чёрная пешка · e5 белая пешка · f5 чёрный слон · g5 чёрная пешка · c4 белая пешка · a3 белая пешка · b3 белый ферзь · d3 белая пешка · e3 белая ладья · f3 белый конь · g3 белый слон · h3 белая пешка · f2 белая пешка · g2 белая пешка · a1 белая ладья · g1 белый король | h8 чёрная ладья · a7 чёрная пешка · d7 чёрная ладья · e7 чёрная пешка · f7 чёрная пешка · g7 чёрный слон · h7 чёрный король · c6 чёрная пешка · e6 чёрный ферзь · h6 чёрная пешка · c5 чёрная пешка · e5 белая пешка · f5 чёрный слон · g5 чёрная пешка · c4 белая пешка · a3 белая пешка · b3 белый ферзь · d3 белая пешка · e3 белая ладья · f3 белый конь · g3 белый слон · h3 белая пешка · f2 белая пешка · g2 белая пешка · a1 белая ладья · g1 белый король | h8 чёрная ладья · a7 чёрная пешка · d7 чёрная ладья · e7 чёрная пешка · f7 чёрная пешка · g7 чёрный слон · h7 чёрный король · c6 чёрная пешка · e6 чёрный ферзь · h6 чёрная пешка · c5 чёрная пешка · e5 белая пешка · f5 чёрный слон · g5 чёрная пешка · c4 белая пешка · a3 белая пешка · b3 белый ферзь · d3 белая пешка · e3 белая ладья · f3 белый конь · g3 белый слон · h3 белая пешка · f2 белая пешка · g2 белая пешка · a1 белая ладья · g1 белый король | h8 чёрная ладья · a7 чёрная пешка · d7 чёрная ладья · e7 чёрная пешка · f7 чёрная пешка · g7 чёрный слон · h7 чёрный король · c6 чёрная пешка · e6 чёрный ферзь · h6 чёрная пешка · c5 чёрная пешка · e5 белая пешка · f5 чёрный слон · g5 чёрная пешка · c4 белая пешка · a3 белая пешка · b3 белый ферзь · d3 белая пешка · e3 белая ладья · f3 белый конь · g3 белый слон · h3 белая пешка · f2 белая пешка · g2 белая пешка · a1 белая ладья · g1 белый король | h8 чёрная ладья · a7 чёрная пешка · d7 чёрная ладья · e7 чёрная пешка · f7 чёрная пешка · g7 чёрный слон · h7 чёрный король · c6 чёрная пешка · e6 чёрный ферзь · h6 чёрная пешка · c5 чёрная пешка · e5 белая пешка · f5 чёрный слон · g5 чёрная пешка · c4 белая пешка · a3 белая пешка · b3 белый ферзь · d3 белая пешка · e3 белая ладья · f3 белый конь · g3 белый слон · h3 белая пешка · f2 белая пешка · g2 белая пешка · a1 белая ладья · g1 белый король | h8 чёрная ладья · a7 чёрная пешка · d7 чёрная ладья · e7 чёрная пешка · f7 чёрная пешка · g7 чёрный слон · h7 чёрный король · c6 чёрная пешка · e6 чёрный ферзь · h6 чёрная пешка · c5 чёрная пешка · e5 белая пешка · f5 чёрный слон · g5 чёрная пешка · c4 белая пешка · a3 белая пешка · b3 белый ферзь · d3 белая пешка · e3 белая ладья · f3 белый конь · g3 белый слон · h3 белая пешка · f2 белая пешка · g2 белая пешка · a1 белая ладья · g1 белый король | 3 |
| 2 | h8 чёрная ладья · a7 чёрная пешка · d7 чёрная ладья · e7 чёрная пешка · f7 чёрная пешка · g7 чёрный слон · h7 чёрный король · c6 чёрная пешка · e6 чёрный ферзь · h6 чёрная пешка · c5 чёрная пешка · e5 белая пешка · f5 чёрный слон · g5 чёрная пешка · c4 белая пешка · a3 белая пешка · b3 белый ферзь · d3 белая пешка · e3 белая ладья · f3 белый конь · g3 белый слон · h3 белая пешка · f2 белая пешка · g2 белая пешка · a1 белая ладья · g1 белый король | h8 чёрная ладья · a7 чёрная пешка · d7 чёрная ладья · e7 чёрная пешка · f7 чёрная пешка · g7 чёрный слон · h7 чёрный король · c6 чёрная пешка · e6 чёрный ферзь · h6 чёрная пешка · c5 чёрная пешка · e5 белая пешка · f5 чёрный слон · g5 чёрная пешка · c4 белая пешка · a3 белая пешка · b3 белый ферзь · d3 белая пешка · e3 белая ладья · f3 белый конь · g3 белый слон · h3 белая пешка · f2 белая пешка · g2 белая пешка · a1 белая ладья · g1 белый король | h8 чёрная ладья · a7 чёрная пешка · d7 чёрная ладья · e7 чёрная пешка · f7 чёрная пешка · g7 чёрный слон · h7 чёрный король · c6 чёрная пешка · e6 чёрный ферзь · h6 чёрная пешка · c5 чёрная пешка · e5 белая пешка · f5 чёрный слон · g5 чёрная пешка · c4 белая пешка · a3 белая пешка · b3 белый ферзь · d3 белая пешка · e3 белая ладья · f3 белый конь · g3 белый слон · h3 белая пешка · f2 белая пешка · g2 белая пешка · a1 белая ладья · g1 белый король | h8 чёрная ладья · a7 чёрная пешка · d7 чёрная ладья · e7 чёрная пешка · f7 чёрная пешка · g7 чёрный слон · h7 чёрный король · c6 чёрная пешка · e6 чёрный ферзь · h6 чёрная пешка · c5 чёрная пешка · e5 белая пешка · f5 чёрный слон · g5 чёрная пешка · c4 белая пешка · a3 белая пешка · b3 белый ферзь · d3 белая пешка · e3 белая ладья · f3 белый конь · g3 белый слон · h3 белая пешка · f2 белая пешка · g2 белая пешка · a1 белая ладья · g1 белый король | h8 чёрная ладья · a7 чёрная пешка · d7 чёрная ладья · e7 чёрная пешка · f7 чёрная пешка · g7 чёрный слон · h7 чёрный король · c6 чёрная пешка · e6 чёрный ферзь · h6 чёрная пешка · c5 чёрная пешка · e5 белая пешка · f5 чёрный слон · g5 чёрная пешка · c4 белая пешка · a3 белая пешка · b3 белый ферзь · d3 белая пешка · e3 белая ладья · f3 белый конь · g3 белый слон · h3 белая пешка · f2 белая пешка · g2 белая пешка · a1 белая ладья · g1 белый король | h8 чёрная ладья · a7 чёрная пешка · d7 чёрная ладья · e7 чёрная пешка · f7 чёрная пешка · g7 чёрный слон · h7 чёрный король · c6 чёрная пешка · e6 чёрный ферзь · h6 чёрная пешка · c5 чёрная пешка · e5 белая пешка · f5 чёрный слон · g5 чёрная пешка · c4 белая пешка · a3 белая пешка · b3 белый ферзь · d3 белая пешка · e3 белая ладья · f3 белый конь · g3 белый слон · h3 белая пешка · f2 белая пешка · g2 белая пешка · a1 белая ладья · g1 белый король | h8 чёрная ладья · a7 чёрная пешка · d7 чёрная ладья · e7 чёрная пешка · f7 чёрная пешка · g7 чёрный слон · h7 чёрный король · c6 чёрная пешка · e6 чёрный ферзь · h6 чёрная пешка · c5 чёрная пешка · e5 белая пешка · f5 чёрный слон · g5 чёрная пешка · c4 белая пешка · a3 белая пешка · b3 белый ферзь · d3 белая пешка · e3 белая ладья · f3 белый конь · g3 белый слон · h3 белая пешка · f2 белая пешка · g2 белая пешка · a1 белая ладья · g1 белый король | h8 чёрная ладья · a7 чёрная пешка · d7 чёрная ладья · e7 чёрная пешка · f7 чёрная пешка · g7 чёрный слон · h7 чёрный король · c6 чёрная пешка · e6 чёрный ферзь · h6 чёрная пешка · c5 чёрная пешка · e5 белая пешка · f5 чёрный слон · g5 чёрная пешка · c4 белая пешка · a3 белая пешка · b3 белый ферзь · d3 белая пешка · e3 белая ладья · f3 белый конь · g3 белый слон · h3 белая пешка · f2 белая пешка · g2 белая пешка · a1 белая ладья · g1 белый король | 2 |
| 1 | h8 чёрная ладья · a7 чёрная пешка · d7 чёрная ладья · e7 чёрная пешка · f7 чёрная пешка · g7 чёрный слон · h7 чёрный король · c6 чёрная пешка · e6 чёрный ферзь · h6 чёрная пешка · c5 чёрная пешка · e5 белая пешка · f5 чёрный слон · g5 чёрная пешка · c4 белая пешка · a3 белая пешка · b3 белый ферзь · d3 белая пешка · e3 белая ладья · f3 белый конь · g3 белый слон · h3 белая пешка · f2 белая пешка · g2 белая пешка · a1 белая ладья · g1 белый король | h8 чёрная ладья · a7 чёрная пешка · d7 чёрная ладья · e7 чёрная пешка · f7 чёрная пешка · g7 чёрный слон · h7 чёрный король · c6 чёрная пешка · e6 чёрный ферзь · h6 чёрная пешка · c5 чёрная пешка · e5 белая пешка · f5 чёрный слон · g5 чёрная пешка · c4 белая пешка · a3 белая пешка · b3 белый ферзь · d3 белая пешка · e3 белая ладья · f3 белый конь · g3 белый слон · h3 белая пешка · f2 белая пешка · g2 белая пешка · a1 белая ладья · g1 белый король | h8 чёрная ладья · a7 чёрная пешка · d7 чёрная ладья · e7 чёрная пешка · f7 чёрная пешка · g7 чёрный слон · h7 чёрный король · c6 чёрная пешка · e6 чёрный ферзь · h6 чёрная пешка · c5 чёрная пешка · e5 белая пешка · f5 чёрный слон · g5 чёрная пешка · c4 белая пешка · a3 белая пешка · b3 белый ферзь · d3 белая пешка · e3 белая ладья · f3 белый конь · g3 белый слон · h3 белая пешка · f2 белая пешка · g2 белая пешка · a1 белая ладья · g1 белый король | h8 чёрная ладья · a7 чёрная пешка · d7 чёрная ладья · e7 чёрная пешка · f7 чёрная пешка · g7 чёрный слон · h7 чёрный король · c6 чёрная пешка · e6 чёрный ферзь · h6 чёрная пешка · c5 чёрная пешка · e5 белая пешка · f5 чёрный слон · g5 чёрная пешка · c4 белая пешка · a3 белая пешка · b3 белый ферзь · d3 белая пешка · e3 белая ладья · f3 белый конь · g3 белый слон · h3 белая пешка · f2 белая пешка · g2 белая пешка · a1 белая ладья · g1 белый король | h8 чёрная ладья · a7 чёрная пешка · d7 чёрная ладья · e7 чёрная пешка · f7 чёрная пешка · g7 чёрный слон · h7 чёрный король · c6 чёрная пешка · e6 чёрный ферзь · h6 чёрная пешка · c5 чёрная пешка · e5 белая пешка · f5 чёрный слон · g5 чёрная пешка · c4 белая пешка · a3 белая пешка · b3 белый ферзь · d3 белая пешка · e3 белая ладья · f3 белый конь · g3 белый слон · h3 белая пешка · f2 белая пешка · g2 белая пешка · a1 белая ладья · g1 белый король | h8 чёрная ладья · a7 чёрная пешка · d7 чёрная ладья · e7 чёрная пешка · f7 чёрная пешка · g7 чёрный слон · h7 чёрный король · c6 чёрная пешка · e6 чёрный ферзь · h6 чёрная пешка · c5 чёрная пешка · e5 белая пешка · f5 чёрный слон · g5 чёрная пешка · c4 белая пешка · a3 белая пешка · b3 белый ферзь · d3 белая пешка · e3 белая ладья · f3 белый конь · g3 белый слон · h3 белая пешка · f2 белая пешка · g2 белая пешка · a1 белая ладья · g1 белый король | h8 чёрная ладья · a7 чёрная пешка · d7 чёрная ладья · e7 чёрная пешка · f7 чёрная пешка · g7 чёрный слон · h7 чёрный король · c6 чёрная пешка · e6 чёрный ферзь · h6 чёрная пешка · c5 чёрная пешка · e5 белая пешка · f5 чёрный слон · g5 чёрная пешка · c4 белая пешка · a3 белая пешка · b3 белый ферзь · d3 белая пешка · e3 белая ладья · f3 белый конь · g3 белый слон · h3 белая пешка · f2 белая пешка · g2 белая пешка · a1 белая ладья · g1 белый король | h8 чёрная ладья · a7 чёрная пешка · d7 чёрная ладья · e7 чёрная пешка · f7 чёрная пешка · g7 чёрный слон · h7 чёрный король · c6 чёрная пешка · e6 чёрный ферзь · h6 чёрная пешка · c5 чёрная пешка · e5 белая пешка · f5 чёрный слон · g5 чёрная пешка · c4 белая пешка · a3 белая пешка · b3 белый ферзь · d3 белая пешка · e3 белая ладья · f3 белый конь · g3 белый слон · h3 белая пешка · f2 белая пешка · g2 белая пешка · a1 белая ладья · g1 белый король | 1 |
|   | a | b | c | d | e | f | g | h |   |

|   | a | b | c | d | e | f | g | h |   |
| - | --- | --- | --- | --- | --- | --- | --- | --- | - |
| 8 | a8 чёрная ладья · b8 чёрный конь · c8 чёрная ладья · g8 чёрный король · b7 чёрный слон · c7 чёрная пешка · d7 чёрный конь · f7 чёрная пешка · g7 чёрный слон · h7 чёрная пешка · a6 чёрная пешка · b6 чёрная пешка · e6 чёрная пешка · g6 чёрная пешка · a5 белая пешка · b5 белый конь · e5 белая пешка · f4 белый слон · f3 белый конь · h3 белая пешка · b2 белая пешка · c2 белая пешка · e2 белый слон · f2 белая пешка · g2 белая пешка · a1 белая ладья · d1 белая ладья · g1 белый король | a8 чёрная ладья · b8 чёрный конь · c8 чёрная ладья · g8 чёрный король · b7 чёрный слон · c7 чёрная пешка · d7 чёрный конь · f7 чёрная пешка · g7 чёрный слон · h7 чёрная пешка · a6 чёрная пешка · b6 чёрная пешка · e6 чёрная пешка · g6 чёрная пешка · a5 белая пешка · b5 белый конь · e5 белая пешка · f4 белый слон · f3 белый конь · h3 белая пешка · b2 белая пешка · c2 белая пешка · e2 белый слон · f2 белая пешка · g2 белая пешка · a1 белая ладья · d1 белая ладья · g1 белый король | a8 чёрная ладья · b8 чёрный конь · c8 чёрная ладья · g8 чёрный король · b7 чёрный слон · c7 чёрная пешка · d7 чёрный конь · f7 чёрная пешка · g7 чёрный слон · h7 чёрная пешка · a6 чёрная пешка · b6 чёрная пешка · e6 чёрная пешка · g6 чёрная пешка · a5 белая пешка · b5 белый конь · e5 белая пешка · f4 белый слон · f3 белый конь · h3 белая пешка · b2 белая пешка · c2 белая пешка · e2 белый слон · f2 белая пешка · g2 белая пешка · a1 белая ладья · d1 белая ладья · g1 белый король | a8 чёрная ладья · b8 чёрный конь · c8 чёрная ладья · g8 чёрный король · b7 чёрный слон · c7 чёрная пешка · d7 чёрный конь · f7 чёрная пешка · g7 чёрный слон · h7 чёрная пешка · a6 чёрная пешка · b6 чёрная пешка · e6 чёрная пешка · g6 чёрная пешка · a5 белая пешка · b5 белый конь · e5 белая пешка · f4 белый слон · f3 белый конь · h3 белая пешка · b2 белая пешка · c2 белая пешка · e2 белый слон · f2 белая пешка · g2 белая пешка · a1 белая ладья · d1 белая ладья · g1 белый король | a8 чёрная ладья · b8 чёрный конь · c8 чёрная ладья · g8 чёрный король · b7 чёрный слон · c7 чёрная пешка · d7 чёрный конь · f7 чёрная пешка · g7 чёрный слон · h7 чёрная пешка · a6 чёрная пешка · b6 чёрная пешка · e6 чёрная пешка · g6 чёрная пешка · a5 белая пешка · b5 белый конь · e5 белая пешка · f4 белый слон · f3 белый конь · h3 белая пешка · b2 белая пешка · c2 белая пешка · e2 белый слон · f2 белая пешка · g2 белая пешка · a1 белая ладья · d1 белая ладья · g1 белый король | a8 чёрная ладья · b8 чёрный конь · c8 чёрная ладья · g8 чёрный король · b7 чёрный слон · c7 чёрная пешка · d7 чёрный конь · f7 чёрная пешка · g7 чёрный слон · h7 чёрная пешка · a6 чёрная пешка · b6 чёрная пешка · e6 чёрная пешка · g6 чёрная пешка · a5 белая пешка · b5 белый конь · e5 белая пешка · f4 белый слон · f3 белый конь · h3 белая пешка · b2 белая пешка · c2 белая пешка · e2 белый слон · f2 белая пешка · g2 белая пешка · a1 белая ладья · d1 белая ладья · g1 белый король | a8 чёрная ладья · b8 чёрный конь · c8 чёрная ладья · g8 чёрный король · b7 чёрный слон · c7 чёрная пешка · d7 чёрный конь · f7 чёрная пешка · g7 чёрный слон · h7 чёрная пешка · a6 чёрная пешка · b6 чёрная пешка · e6 чёрная пешка · g6 чёрная пешка · a5 белая пешка · b5 белый конь · e5 белая пешка · f4 белый слон · f3 белый конь · h3 белая пешка · b2 белая пешка · c2 белая пешка · e2 белый слон · f2 белая пешка · g2 белая пешка · a1 белая ладья · d1 белая ладья · g1 белый король | a8 чёрная ладья · b8 чёрный конь · c8 чёрная ладья · g8 чёрный король · b7 чёрный слон · c7 чёрная пешка · d7 чёрный конь · f7 чёрная пешка · g7 чёрный слон · h7 чёрная пешка · a6 чёрная пешка · b6 чёрная пешка · e6 чёрная пешка · g6 чёрная пешка · a5 белая пешка · b5 белый конь · e5 белая пешка · f4 белый слон · f3 белый конь · h3 белая пешка · b2 белая пешка · c2 белая пешка · e2 белый слон · f2 белая пешка · g2 белая пешка · a1 белая ладья · d1 белая ладья · g1 белый король | 8 |
| 7 | a8 чёрная ладья · b8 чёрный конь · c8 чёрная ладья · g8 чёрный король · b7 чёрный слон · c7 чёрная пешка · d7 чёрный конь · f7 чёрная пешка · g7 чёрный слон · h7 чёрная пешка · a6 чёрная пешка · b6 чёрная пешка · e6 чёрная пешка · g6 чёрная пешка · a5 белая пешка · b5 белый конь · e5 белая пешка · f4 белый слон · f3 белый конь · h3 белая пешка · b2 белая пешка · c2 белая пешка · e2 белый слон · f2 белая пешка · g2 белая пешка · a1 белая ладья · d1 белая ладья · g1 белый король | a8 чёрная ладья · b8 чёрный конь · c8 чёрная ладья · g8 чёрный король · b7 чёрный слон · c7 чёрная пешка · d7 чёрный конь · f7 чёрная пешка · g7 чёрный слон · h7 чёрная пешка · a6 чёрная пешка · b6 чёрная пешка · e6 чёрная пешка · g6 чёрная пешка · a5 белая пешка · b5 белый конь · e5 белая пешка · f4 белый слон · f3 белый конь · h3 белая пешка · b2 белая пешка · c2 белая пешка · e2 белый слон · f2 белая пешка · g2 белая пешка · a1 белая ладья · d1 белая ладья · g1 белый король | a8 чёрная ладья · b8 чёрный конь · c8 чёрная ладья · g8 чёрный король · b7 чёрный слон · c7 чёрная пешка · d7 чёрный конь · f7 чёрная пешка · g7 чёрный слон · h7 чёрная пешка · a6 чёрная пешка · b6 чёрная пешка · e6 чёрная пешка · g6 чёрная пешка · a5 белая пешка · b5 белый конь · e5 белая пешка · f4 белый слон · f3 белый конь · h3 белая пешка · b2 белая пешка · c2 белая пешка · e2 белый слон · f2 белая пешка · g2 белая пешка · a1 белая ладья · d1 белая ладья · g1 белый король | a8 чёрная ладья · b8 чёрный конь · c8 чёрная ладья · g8 чёрный король · b7 чёрный слон · c7 чёрная пешка · d7 чёрный конь · f7 чёрная пешка · g7 чёрный слон · h7 чёрная пешка · a6 чёрная пешка · b6 чёрная пешка · e6 чёрная пешка · g6 чёрная пешка · a5 белая пешка · b5 белый конь · e5 белая пешка · f4 белый слон · f3 белый конь · h3 белая пешка · b2 белая пешка · c2 белая пешка · e2 белый слон · f2 белая пешка · g2 белая пешка · a1 белая ладья · d1 белая ладья · g1 белый король | a8 чёрная ладья · b8 чёрный конь · c8 чёрная ладья · g8 чёрный король · b7 чёрный слон · c7 чёрная пешка · d7 чёрный конь · f7 чёрная пешка · g7 чёрный слон · h7 чёрная пешка · a6 чёрная пешка · b6 чёрная пешка · e6 чёрная пешка · g6 чёрная пешка · a5 белая пешка · b5 белый конь · e5 белая пешка · f4 белый слон · f3 белый конь · h3 белая пешка · b2 белая пешка · c2 белая пешка · e2 белый слон · f2 белая пешка · g2 белая пешка · a1 белая ладья · d1 белая ладья · g1 белый король | a8 чёрная ладья · b8 чёрный конь · c8 чёрная ладья · g8 чёрный король · b7 чёрный слон · c7 чёрная пешка · d7 чёрный конь · f7 чёрная пешка · g7 чёрный слон · h7 чёрная пешка · a6 чёрная пешка · b6 чёрная пешка · e6 чёрная пешка · g6 чёрная пешка · a5 белая пешка · b5 белый конь · e5 белая пешка · f4 белый слон · f3 белый конь · h3 белая пешка · b2 белая пешка · c2 белая пешка · e2 белый слон · f2 белая пешка · g2 белая пешка · a1 белая ладья · d1 белая ладья · g1 белый король | a8 чёрная ладья · b8 чёрный конь · c8 чёрная ладья · g8 чёрный король · b7 чёрный слон · c7 чёрная пешка · d7 чёрный конь · f7 чёрная пешка · g7 чёрный слон · h7 чёрная пешка · a6 чёрная пешка · b6 чёрная пешка · e6 чёрная пешка · g6 чёрная пешка · a5 белая пешка · b5 белый конь · e5 белая пешка · f4 белый слон · f3 белый конь · h3 белая пешка · b2 белая пешка · c2 белая пешка · e2 белый слон · f2 белая пешка · g2 белая пешка · a1 белая ладья · d1 белая ладья · g1 белый король | a8 чёрная ладья · b8 чёрный конь · c8 чёрная ладья · g8 чёрный король · b7 чёрный слон · c7 чёрная пешка · d7 чёрный конь · f7 чёрная пешка · g7 чёрный слон · h7 чёрная пешка · a6 чёрная пешка · b6 чёрная пешка · e6 чёрная пешка · g6 чёрная пешка · a5 белая пешка · b5 белый конь · e5 белая пешка · f4 белый слон · f3 белый конь · h3 белая пешка · b2 белая пешка · c2 белая пешка · e2 белый слон · f2 белая пешка · g2 белая пешка · a1 белая ладья · d1 белая ладья · g1 белый король | 7 |
| 6 | a8 чёрная ладья · b8 чёрный конь · c8 чёрная ладья · g8 чёрный король · b7 чёрный слон · c7 чёрная пешка · d7 чёрный конь · f7 чёрная пешка · g7 чёрный слон · h7 чёрная пешка · a6 чёрная пешка · b6 чёрная пешка · e6 чёрная пешка · g6 чёрная пешка · a5 белая пешка · b5 белый конь · e5 белая пешка · f4 белый слон · f3 белый конь · h3 белая пешка · b2 белая пешка · c2 белая пешка · e2 белый слон · f2 белая пешка · g2 белая пешка · a1 белая ладья · d1 белая ладья · g1 белый король | a8 чёрная ладья · b8 чёрный конь · c8 чёрная ладья · g8 чёрный король · b7 чёрный слон · c7 чёрная пешка · d7 чёрный конь · f7 чёрная пешка · g7 чёрный слон · h7 чёрная пешка · a6 чёрная пешка · b6 чёрная пешка · e6 чёрная пешка · g6 чёрная пешка · a5 белая пешка · b5 белый конь · e5 белая пешка · f4 белый слон · f3 белый конь · h3 белая пешка · b2 белая пешка · c2 белая пешка · e2 белый слон · f2 белая пешка · g2 белая пешка · a1 белая ладья · d1 белая ладья · g1 белый король | a8 чёрная ладья · b8 чёрный конь · c8 чёрная ладья · g8 чёрный король · b7 чёрный слон · c7 чёрная пешка · d7 чёрный конь · f7 чёрная пешка · g7 чёрный слон · h7 чёрная пешка · a6 чёрная пешка · b6 чёрная пешка · e6 чёрная пешка · g6 чёрная пешка · a5 белая пешка · b5 белый конь · e5 белая пешка · f4 белый слон · f3 белый конь · h3 белая пешка · b2 белая пешка · c2 белая пешка · e2 белый слон · f2 белая пешка · g2 белая пешка · a1 белая ладья · d1 белая ладья · g1 белый король | a8 чёрная ладья · b8 чёрный конь · c8 чёрная ладья · g8 чёрный король · b7 чёрный слон · c7 чёрная пешка · d7 чёрный конь · f7 чёрная пешка · g7 чёрный слон · h7 чёрная пешка · a6 чёрная пешка · b6 чёрная пешка · e6 чёрная пешка · g6 чёрная пешка · a5 белая пешка · b5 белый конь · e5 белая пешка · f4 белый слон · f3 белый конь · h3 белая пешка · b2 белая пешка · c2 белая пешка · e2 белый слон · f2 белая пешка · g2 белая пешка · a1 белая ладья · d1 белая ладья · g1 белый король | a8 чёрная ладья · b8 чёрный конь · c8 чёрная ладья · g8 чёрный король · b7 чёрный слон · c7 чёрная пешка · d7 чёрный конь · f7 чёрная пешка · g7 чёрный слон · h7 чёрная пешка · a6 чёрная пешка · b6 чёрная пешка · e6 чёрная пешка · g6 чёрная пешка · a5 белая пешка · b5 белый конь · e5 белая пешка · f4 белый слон · f3 белый конь · h3 белая пешка · b2 белая пешка · c2 белая пешка · e2 белый слон · f2 белая пешка · g2 белая пешка · a1 белая ладья · d1 белая ладья · g1 белый король | a8 чёрная ладья · b8 чёрный конь · c8 чёрная ладья · g8 чёрный король · b7 чёрный слон · c7 чёрная пешка · d7 чёрный конь · f7 чёрная пешка · g7 чёрный слон · h7 чёрная пешка · a6 чёрная пешка · b6 чёрная пешка · e6 чёрная пешка · g6 чёрная пешка · a5 белая пешка · b5 белый конь · e5 белая пешка · f4 белый слон · f3 белый конь · h3 белая пешка · b2 белая пешка · c2 белая пешка · e2 белый слон · f2 белая пешка · g2 белая пешка · a1 белая ладья · d1 белая ладья · g1 белый король | a8 чёрная ладья · b8 чёрный конь · c8 чёрная ладья · g8 чёрный король · b7 чёрный слон · c7 чёрная пешка · d7 чёрный конь · f7 чёрная пешка · g7 чёрный слон · h7 чёрная пешка · a6 чёрная пешка · b6 чёрная пешка · e6 чёрная пешка · g6 чёрная пешка · a5 белая пешка · b5 белый конь · e5 белая пешка · f4 белый слон · f3 белый конь · h3 белая пешка · b2 белая пешка · c2 белая пешка · e2 белый слон · f2 белая пешка · g2 белая пешка · a1 белая ладья · d1 белая ладья · g1 белый король | a8 чёрная ладья · b8 чёрный конь · c8 чёрная ладья · g8 чёрный король · b7 чёрный слон · c7 чёрная пешка · d7 чёрный конь · f7 чёрная пешка · g7 чёрный слон · h7 чёрная пешка · a6 чёрная пешка · b6 чёрная пешка · e6 чёрная пешка · g6 чёрная пешка · a5 белая пешка · b5 белый конь · e5 белая пешка · f4 белый слон · f3 белый конь · h3 белая пешка · b2 белая пешка · c2 белая пешка · e2 белый слон · f2 белая пешка · g2 белая пешка · a1 белая ладья · d1 белая ладья · g1 белый король | 6 |
| 5 | a8 чёрная ладья · b8 чёрный конь · c8 чёрная ладья · g8 чёрный король · b7 чёрный слон · c7 чёрная пешка · d7 чёрный конь · f7 чёрная пешка · g7 чёрный слон · h7 чёрная пешка · a6 чёрная пешка · b6 чёрная пешка · e6 чёрная пешка · g6 чёрная пешка · a5 белая пешка · b5 белый конь · e5 белая пешка · f4 белый слон · f3 белый конь · h3 белая пешка · b2 белая пешка · c2 белая пешка · e2 белый слон · f2 белая пешка · g2 белая пешка · a1 белая ладья · d1 белая ладья · g1 белый король | a8 чёрная ладья · b8 чёрный конь · c8 чёрная ладья · g8 чёрный король · b7 чёрный слон · c7 чёрная пешка · d7 чёрный конь · f7 чёрная пешка · g7 чёрный слон · h7 чёрная пешка · a6 чёрная пешка · b6 чёрная пешка · e6 чёрная пешка · g6 чёрная пешка · a5 белая пешка · b5 белый конь · e5 белая пешка · f4 белый слон · f3 белый конь · h3 белая пешка · b2 белая пешка · c2 белая пешка · e2 белый слон · f2 белая пешка · g2 белая пешка · a1 белая ладья · d1 белая ладья · g1 белый король | a8 чёрная ладья · b8 чёрный конь · c8 чёрная ладья · g8 чёрный король · b7 чёрный слон · c7 чёрная пешка · d7 чёрный конь · f7 чёрная пешка · g7 чёрный слон · h7 чёрная пешка · a6 чёрная пешка · b6 чёрная пешка · e6 чёрная пешка · g6 чёрная пешка · a5 белая пешка · b5 белый конь · e5 белая пешка · f4 белый слон · f3 белый конь · h3 белая пешка · b2 белая пешка · c2 белая пешка · e2 белый слон · f2 белая пешка · g2 белая пешка · a1 белая ладья · d1 белая ладья · g1 белый король | a8 чёрная ладья · b8 чёрный конь · c8 чёрная ладья · g8 чёрный король · b7 чёрный слон · c7 чёрная пешка · d7 чёрный конь · f7 чёрная пешка · g7 чёрный слон · h7 чёрная пешка · a6 чёрная пешка · b6 чёрная пешка · e6 чёрная пешка · g6 чёрная пешка · a5 белая пешка · b5 белый конь · e5 белая пешка · f4 белый слон · f3 белый конь · h3 белая пешка · b2 белая пешка · c2 белая пешка · e2 белый слон · f2 белая пешка · g2 белая пешка · a1 белая ладья · d1 белая ладья · g1 белый король | a8 чёрная ладья · b8 чёрный конь · c8 чёрная ладья · g8 чёрный король · b7 чёрный слон · c7 чёрная пешка · d7 чёрный конь · f7 чёрная пешка · g7 чёрный слон · h7 чёрная пешка · a6 чёрная пешка · b6 чёрная пешка · e6 чёрная пешка · g6 чёрная пешка · a5 белая пешка · b5 белый конь · e5 белая пешка · f4 белый слон · f3 белый конь · h3 белая пешка · b2 белая пешка · c2 белая пешка · e2 белый слон · f2 белая пешка · g2 белая пешка · a1 белая ладья · d1 белая ладья · g1 белый король | a8 чёрная ладья · b8 чёрный конь · c8 чёрная ладья · g8 чёрный король · b7 чёрный слон · c7 чёрная пешка · d7 чёрный конь · f7 чёрная пешка · g7 чёрный слон · h7 чёрная пешка · a6 чёрная пешка · b6 чёрная пешка · e6 чёрная пешка · g6 чёрная пешка · a5 белая пешка · b5 белый конь · e5 белая пешка · f4 белый слон · f3 белый конь · h3 белая пешка · b2 белая пешка · c2 белая пешка · e2 белый слон · f2 белая пешка · g2 белая пешка · a1 белая ладья · d1 белая ладья · g1 белый король | a8 чёрная ладья · b8 чёрный конь · c8 чёрная ладья · g8 чёрный король · b7 чёрный слон · c7 чёрная пешка · d7 чёрный конь · f7 чёрная пешка · g7 чёрный слон · h7 чёрная пешка · a6 чёрная пешка · b6 чёрная пешка · e6 чёрная пешка · g6 чёрная пешка · a5 белая пешка · b5 белый конь · e5 белая пешка · f4 белый слон · f3 белый конь · h3 белая пешка · b2 белая пешка · c2 белая пешка · e2 белый слон · f2 белая пешка · g2 белая пешка · a1 белая ладья · d1 белая ладья · g1 белый король | a8 чёрная ладья · b8 чёрный конь · c8 чёрная ладья · g8 чёрный король · b7 чёрный слон · c7 чёрная пешка · d7 чёрный конь · f7 чёрная пешка · g7 чёрный слон · h7 чёрная пешка · a6 чёрная пешка · b6 чёрная пешка · e6 чёрная пешка · g6 чёрная пешка · a5 белая пешка · b5 белый конь · e5 белая пешка · f4 белый слон · f3 белый конь · h3 белая пешка · b2 белая пешка · c2 белая пешка · e2 белый слон · f2 белая пешка · g2 белая пешка · a1 белая ладья · d1 белая ладья · g1 белый король | 5 |
| 4 | a8 чёрная ладья · b8 чёрный конь · c8 чёрная ладья · g8 чёрный король · b7 чёрный слон · c7 чёрная пешка · d7 чёрный конь · f7 чёрная пешка · g7 чёрный слон · h7 чёрная пешка · a6 чёрная пешка · b6 чёрная пешка · e6 чёрная пешка · g6 чёрная пешка · a5 белая пешка · b5 белый конь · e5 белая пешка · f4 белый слон · f3 белый конь · h3 белая пешка · b2 белая пешка · c2 белая пешка · e2 белый слон · f2 белая пешка · g2 белая пешка · a1 белая ладья · d1 белая ладья · g1 белый король | a8 чёрная ладья · b8 чёрный конь · c8 чёрная ладья · g8 чёрный король · b7 чёрный слон · c7 чёрная пешка · d7 чёрный конь · f7 чёрная пешка · g7 чёрный слон · h7 чёрная пешка · a6 чёрная пешка · b6 чёрная пешка · e6 чёрная пешка · g6 чёрная пешка · a5 белая пешка · b5 белый конь · e5 белая пешка · f4 белый слон · f3 белый конь · h3 белая пешка · b2 белая пешка · c2 белая пешка · e2 белый слон · f2 белая пешка · g2 белая пешка · a1 белая ладья · d1 белая ладья · g1 белый король | a8 чёрная ладья · b8 чёрный конь · c8 чёрная ладья · g8 чёрный король · b7 чёрный слон · c7 чёрная пешка · d7 чёрный конь · f7 чёрная пешка · g7 чёрный слон · h7 чёрная пешка · a6 чёрная пешка · b6 чёрная пешка · e6 чёрная пешка · g6 чёрная пешка · a5 белая пешка · b5 белый конь · e5 белая пешка · f4 белый слон · f3 белый конь · h3 белая пешка · b2 белая пешка · c2 белая пешка · e2 белый слон · f2 белая пешка · g2 белая пешка · a1 белая ладья · d1 белая ладья · g1 белый король | a8 чёрная ладья · b8 чёрный конь · c8 чёрная ладья · g8 чёрный король · b7 чёрный слон · c7 чёрная пешка · d7 чёрный конь · f7 чёрная пешка · g7 чёрный слон · h7 чёрная пешка · a6 чёрная пешка · b6 чёрная пешка · e6 чёрная пешка · g6 чёрная пешка · a5 белая пешка · b5 белый конь · e5 белая пешка · f4 белый слон · f3 белый конь · h3 белая пешка · b2 белая пешка · c2 белая пешка · e2 белый слон · f2 белая пешка · g2 белая пешка · a1 белая ладья · d1 белая ладья · g1 белый король | a8 чёрная ладья · b8 чёрный конь · c8 чёрная ладья · g8 чёрный король · b7 чёрный слон · c7 чёрная пешка · d7 чёрный конь · f7 чёрная пешка · g7 чёрный слон · h7 чёрная пешка · a6 чёрная пешка · b6 чёрная пешка · e6 чёрная пешка · g6 чёрная пешка · a5 белая пешка · b5 белый конь · e5 белая пешка · f4 белый слон · f3 белый конь · h3 белая пешка · b2 белая пешка · c2 белая пешка · e2 белый слон · f2 белая пешка · g2 белая пешка · a1 белая ладья · d1 белая ладья · g1 белый король | a8 чёрная ладья · b8 чёрный конь · c8 чёрная ладья · g8 чёрный король · b7 чёрный слон · c7 чёрная пешка · d7 чёрный конь · f7 чёрная пешка · g7 чёрный слон · h7 чёрная пешка · a6 чёрная пешка · b6 чёрная пешка · e6 чёрная пешка · g6 чёрная пешка · a5 белая пешка · b5 белый конь · e5 белая пешка · f4 белый слон · f3 белый конь · h3 белая пешка · b2 белая пешка · c2 белая пешка · e2 белый слон · f2 белая пешка · g2 белая пешка · a1 белая ладья · d1 белая ладья · g1 белый король | a8 чёрная ладья · b8 чёрный конь · c8 чёрная ладья · g8 чёрный король · b7 чёрный слон · c7 чёрная пешка · d7 чёрный конь · f7 чёрная пешка · g7 чёрный слон · h7 чёрная пешка · a6 чёрная пешка · b6 чёрная пешка · e6 чёрная пешка · g6 чёрная пешка · a5 белая пешка · b5 белый конь · e5 белая пешка · f4 белый слон · f3 белый конь · h3 белая пешка · b2 белая пешка · c2 белая пешка · e2 белый слон · f2 белая пешка · g2 белая пешка · a1 белая ладья · d1 белая ладья · g1 белый король | a8 чёрная ладья · b8 чёрный конь · c8 чёрная ладья · g8 чёрный король · b7 чёрный слон · c7 чёрная пешка · d7 чёрный конь · f7 чёрная пешка · g7 чёрный слон · h7 чёрная пешка · a6 чёрная пешка · b6 чёрная пешка · e6 чёрная пешка · g6 чёрная пешка · a5 белая пешка · b5 белый конь · e5 белая пешка · f4 белый слон · f3 белый конь · h3 белая пешка · b2 белая пешка · c2 белая пешка · e2 белый слон · f2 белая пешка · g2 белая пешка · a1 белая ладья · d1 белая ладья · g1 белый король | 4 |
| 3 | a8 чёрная ладья · b8 чёрный конь · c8 чёрная ладья · g8 чёрный король · b7 чёрный слон · c7 чёрная пешка · d7 чёрный конь · f7 чёрная пешка · g7 чёрный слон · h7 чёрная пешка · a6 чёрная пешка · b6 чёрная пешка · e6 чёрная пешка · g6 чёрная пешка · a5 белая пешка · b5 белый конь · e5 белая пешка · f4 белый слон · f3 белый конь · h3 белая пешка · b2 белая пешка · c2 белая пешка · e2 белый слон · f2 белая пешка · g2 белая пешка · a1 белая ладья · d1 белая ладья · g1 белый король | a8 чёрная ладья · b8 чёрный конь · c8 чёрная ладья · g8 чёрный король · b7 чёрный слон · c7 чёрная пешка · d7 чёрный конь · f7 чёрная пешка · g7 чёрный слон · h7 чёрная пешка · a6 чёрная пешка · b6 чёрная пешка · e6 чёрная пешка · g6 чёрная пешка · a5 белая пешка · b5 белый конь · e5 белая пешка · f4 белый слон · f3 белый конь · h3 белая пешка · b2 белая пешка · c2 белая пешка · e2 белый слон · f2 белая пешка · g2 белая пешка · a1 белая ладья · d1 белая ладья · g1 белый король | a8 чёрная ладья · b8 чёрный конь · c8 чёрная ладья · g8 чёрный король · b7 чёрный слон · c7 чёрная пешка · d7 чёрный конь · f7 чёрная пешка · g7 чёрный слон · h7 чёрная пешка · a6 чёрная пешка · b6 чёрная пешка · e6 чёрная пешка · g6 чёрная пешка · a5 белая пешка · b5 белый конь · e5 белая пешка · f4 белый слон · f3 белый конь · h3 белая пешка · b2 белая пешка · c2 белая пешка · e2 белый слон · f2 белая пешка · g2 белая пешка · a1 белая ладья · d1 белая ладья · g1 белый король | a8 чёрная ладья · b8 чёрный конь · c8 чёрная ладья · g8 чёрный король · b7 чёрный слон · c7 чёрная пешка · d7 чёрный конь · f7 чёрная пешка · g7 чёрный слон · h7 чёрная пешка · a6 чёрная пешка · b6 чёрная пешка · e6 чёрная пешка · g6 чёрная пешка · a5 белая пешка · b5 белый конь · e5 белая пешка · f4 белый слон · f3 белый конь · h3 белая пешка · b2 белая пешка · c2 белая пешка · e2 белый слон · f2 белая пешка · g2 белая пешка · a1 белая ладья · d1 белая ладья · g1 белый король | a8 чёрная ладья · b8 чёрный конь · c8 чёрная ладья · g8 чёрный король · b7 чёрный слон · c7 чёрная пешка · d7 чёрный конь · f7 чёрная пешка · g7 чёрный слон · h7 чёрная пешка · a6 чёрная пешка · b6 чёрная пешка · e6 чёрная пешка · g6 чёрная пешка · a5 белая пешка · b5 белый конь · e5 белая пешка · f4 белый слон · f3 белый конь · h3 белая пешка · b2 белая пешка · c2 белая пешка · e2 белый слон · f2 белая пешка · g2 белая пешка · a1 белая ладья · d1 белая ладья · g1 белый король | a8 чёрная ладья · b8 чёрный конь · c8 чёрная ладья · g8 чёрный король · b7 чёрный слон · c7 чёрная пешка · d7 чёрный конь · f7 чёрная пешка · g7 чёрный слон · h7 чёрная пешка · a6 чёрная пешка · b6 чёрная пешка · e6 чёрная пешка · g6 чёрная пешка · a5 белая пешка · b5 белый конь · e5 белая пешка · f4 белый слон · f3 белый конь · h3 белая пешка · b2 белая пешка · c2 белая пешка · e2 белый слон · f2 белая пешка · g2 белая пешка · a1 белая ладья · d1 белая ладья · g1 белый король | a8 чёрная ладья · b8 чёрный конь · c8 чёрная ладья · g8 чёрный король · b7 чёрный слон · c7 чёрная пешка · d7 чёрный конь · f7 чёрная пешка · g7 чёрный слон · h7 чёрная пешка · a6 чёрная пешка · b6 чёрная пешка · e6 чёрная пешка · g6 чёрная пешка · a5 белая пешка · b5 белый конь · e5 белая пешка · f4 белый слон · f3 белый конь · h3 белая пешка · b2 белая пешка · c2 белая пешка · e2 белый слон · f2 белая пешка · g2 белая пешка · a1 белая ладья · d1 белая ладья · g1 белый король | a8 чёрная ладья · b8 чёрный конь · c8 чёрная ладья · g8 чёрный король · b7 чёрный слон · c7 чёрная пешка · d7 чёрный конь · f7 чёрная пешка · g7 чёрный слон · h7 чёрная пешка · a6 чёрная пешка · b6 чёрная пешка · e6 чёрная пешка · g6 чёрная пешка · a5 белая пешка · b5 белый конь · e5 белая пешка · f4 белый слон · f3 белый конь · h3 белая пешка · b2 белая пешка · c2 белая пешка · e2 белый слон · f2 белая пешка · g2 белая пешка · a1 белая ладья · d1 белая ладья · g1 белый король | 3 |
| 2 | a8 чёрная ладья · b8 чёрный конь · c8 чёрная ладья · g8 чёрный король · b7 чёрный слон · c7 чёрная пешка · d7 чёрный конь · f7 чёрная пешка · g7 чёрный слон · h7 чёрная пешка · a6 чёрная пешка · b6 чёрная пешка · e6 чёрная пешка · g6 чёрная пешка · a5 белая пешка · b5 белый конь · e5 белая пешка · f4 белый слон · f3 белый конь · h3 белая пешка · b2 белая пешка · c2 белая пешка · e2 белый слон · f2 белая пешка · g2 белая пешка · a1 белая ладья · d1 белая ладья · g1 белый король | a8 чёрная ладья · b8 чёрный конь · c8 чёрная ладья · g8 чёрный король · b7 чёрный слон · c7 чёрная пешка · d7 чёрный конь · f7 чёрная пешка · g7 чёрный слон · h7 чёрная пешка · a6 чёрная пешка · b6 чёрная пешка · e6 чёрная пешка · g6 чёрная пешка · a5 белая пешка · b5 белый конь · e5 белая пешка · f4 белый слон · f3 белый конь · h3 белая пешка · b2 белая пешка · c2 белая пешка · e2 белый слон · f2 белая пешка · g2 белая пешка · a1 белая ладья · d1 белая ладья · g1 белый король | a8 чёрная ладья · b8 чёрный конь · c8 чёрная ладья · g8 чёрный король · b7 чёрный слон · c7 чёрная пешка · d7 чёрный конь · f7 чёрная пешка · g7 чёрный слон · h7 чёрная пешка · a6 чёрная пешка · b6 чёрная пешка · e6 чёрная пешка · g6 чёрная пешка · a5 белая пешка · b5 белый конь · e5 белая пешка · f4 белый слон · f3 белый конь · h3 белая пешка · b2 белая пешка · c2 белая пешка · e2 белый слон · f2 белая пешка · g2 белая пешка · a1 белая ладья · d1 белая ладья · g1 белый король | a8 чёрная ладья · b8 чёрный конь · c8 чёрная ладья · g8 чёрный король · b7 чёрный слон · c7 чёрная пешка · d7 чёрный конь · f7 чёрная пешка · g7 чёрный слон · h7 чёрная пешка · a6 чёрная пешка · b6 чёрная пешка · e6 чёрная пешка · g6 чёрная пешка · a5 белая пешка · b5 белый конь · e5 белая пешка · f4 белый слон · f3 белый конь · h3 белая пешка · b2 белая пешка · c2 белая пешка · e2 белый слон · f2 белая пешка · g2 белая пешка · a1 белая ладья · d1 белая ладья · g1 белый король | a8 чёрная ладья · b8 чёрный конь · c8 чёрная ладья · g8 чёрный король · b7 чёрный слон · c7 чёрная пешка · d7 чёрный конь · f7 чёрная пешка · g7 чёрный слон · h7 чёрная пешка · a6 чёрная пешка · b6 чёрная пешка · e6 чёрная пешка · g6 чёрная пешка · a5 белая пешка · b5 белый конь · e5 белая пешка · f4 белый слон · f3 белый конь · h3 белая пешка · b2 белая пешка · c2 белая пешка · e2 белый слон · f2 белая пешка · g2 белая пешка · a1 белая ладья · d1 белая ладья · g1 белый король | a8 чёрная ладья · b8 чёрный конь · c8 чёрная ладья · g8 чёрный король · b7 чёрный слон · c7 чёрная пешка · d7 чёрный конь · f7 чёрная пешка · g7 чёрный слон · h7 чёрная пешка · a6 чёрная пешка · b6 чёрная пешка · e6 чёрная пешка · g6 чёрная пешка · a5 белая пешка · b5 белый конь · e5 белая пешка · f4 белый слон · f3 белый конь · h3 белая пешка · b2 белая пешка · c2 белая пешка · e2 белый слон · f2 белая пешка · g2 белая пешка · a1 белая ладья · d1 белая ладья · g1 белый король | a8 чёрная ладья · b8 чёрный конь · c8 чёрная ладья · g8 чёрный король · b7 чёрный слон · c7 чёрная пешка · d7 чёрный конь · f7 чёрная пешка · g7 чёрный слон · h7 чёрная пешка · a6 чёрная пешка · b6 чёрная пешка · e6 чёрная пешка · g6 чёрная пешка · a5 белая пешка · b5 белый конь · e5 белая пешка · f4 белый слон · f3 белый конь · h3 белая пешка · b2 белая пешка · c2 белая пешка · e2 белый слон · f2 белая пешка · g2 белая пешка · a1 белая ладья · d1 белая ладья · g1 белый король | a8 чёрная ладья · b8 чёрный конь · c8 чёрная ладья · g8 чёрный король · b7 чёрный слон · c7 чёрная пешка · d7 чёрный конь · f7 чёрная пешка · g7 чёрный слон · h7 чёрная пешка · a6 чёрная пешка · b6 чёрная пешка · e6 чёрная пешка · g6 чёрная пешка · a5 белая пешка · b5 белый конь · e5 белая пешка · f4 белый слон · f3 белый конь · h3 белая пешка · b2 белая пешка · c2 белая пешка · e2 белый слон · f2 белая пешка · g2 белая пешка · a1 белая ладья · d1 белая ладья · g1 белый король | 2 |
| 1 | a8 чёрная ладья · b8 чёрный конь · c8 чёрная ладья · g8 чёрный король · b7 чёрный слон · c7 чёрная пешка · d7 чёрный конь · f7 чёрная пешка · g7 чёрный слон · h7 чёрная пешка · a6 чёрная пешка · b6 чёрная пешка · e6 чёрная пешка · g6 чёрная пешка · a5 белая пешка · b5 белый конь · e5 белая пешка · f4 белый слон · f3 белый конь · h3 белая пешка · b2 белая пешка · c2 белая пешка · e2 белый слон · f2 белая пешка · g2 белая пешка · a1 белая ладья · d1 белая ладья · g1 белый король | a8 чёрная ладья · b8 чёрный конь · c8 чёрная ладья · g8 чёрный король · b7 чёрный слон · c7 чёрная пешка · d7 чёрный конь · f7 чёрная пешка · g7 чёрный слон · h7 чёрная пешка · a6 чёрная пешка · b6 чёрная пешка · e6 чёрная пешка · g6 чёрная пешка · a5 белая пешка · b5 белый конь · e5 белая пешка · f4 белый слон · f3 белый конь · h3 белая пешка · b2 белая пешка · c2 белая пешка · e2 белый слон · f2 белая пешка · g2 белая пешка · a1 белая ладья · d1 белая ладья · g1 белый король | a8 чёрная ладья · b8 чёрный конь · c8 чёрная ладья · g8 чёрный король · b7 чёрный слон · c7 чёрная пешка · d7 чёрный конь · f7 чёрная пешка · g7 чёрный слон · h7 чёрная пешка · a6 чёрная пешка · b6 чёрная пешка · e6 чёрная пешка · g6 чёрная пешка · a5 белая пешка · b5 белый конь · e5 белая пешка · f4 белый слон · f3 белый конь · h3 белая пешка · b2 белая пешка · c2 белая пешка · e2 белый слон · f2 белая пешка · g2 белая пешка · a1 белая ладья · d1 белая ладья · g1 белый король | a8 чёрная ладья · b8 чёрный конь · c8 чёрная ладья · g8 чёрный король · b7 чёрный слон · c7 чёрная пешка · d7 чёрный конь · f7 чёрная пешка · g7 чёрный слон · h7 чёрная пешка · a6 чёрная пешка · b6 чёрная пешка · e6 чёрная пешка · g6 чёрная пешка · a5 белая пешка · b5 белый конь · e5 белая пешка · f4 белый слон · f3 белый конь · h3 белая пешка · b2 белая пешка · c2 белая пешка · e2 белый слон · f2 белая пешка · g2 белая пешка · a1 белая ладья · d1 белая ладья · g1 белый король | a8 чёрная ладья · b8 чёрный конь · c8 чёрная ладья · g8 чёрный король · b7 чёрный слон · c7 чёрная пешка · d7 чёрный конь · f7 чёрная пешка · g7 чёрный слон · h7 чёрная пешка · a6 чёрная пешка · b6 чёрная пешка · e6 чёрная пешка · g6 чёрная пешка · a5 белая пешка · b5 белый конь · e5 белая пешка · f4 белый слон · f3 белый конь · h3 белая пешка · b2 белая пешка · c2 белая пешка · e2 белый слон · f2 белая пешка · g2 белая пешка · a1 белая ладья · d1 белая ладья · g1 белый король | a8 чёрная ладья · b8 чёрный конь · c8 чёрная ладья · g8 чёрный король · b7 чёрный слон · c7 чёрная пешка · d7 чёрный конь · f7 чёрная пешка · g7 чёрный слон · h7 чёрная пешка · a6 чёрная пешка · b6 чёрная пешка · e6 чёрная пешка · g6 чёрная пешка · a5 белая пешка · b5 белый конь · e5 белая пешка · f4 белый слон · f3 белый конь · h3 белая пешка · b2 белая пешка · c2 белая пешка · e2 белый слон · f2 белая пешка · g2 белая пешка · a1 белая ладья · d1 белая ладья · g1 белый король | a8 чёрная ладья · b8 чёрный конь · c8 чёрная ладья · g8 чёрный король · b7 чёрный слон · c7 чёрная пешка · d7 чёрный конь · f7 чёрная пешка · g7 чёрный слон · h7 чёрная пешка · a6 чёрная пешка · b6 чёрная пешка · e6 чёрная пешка · g6 чёрная пешка · a5 белая пешка · b5 белый конь · e5 белая пешка · f4 белый слон · f3 белый конь · h3 белая пешка · b2 белая пешка · c2 белая пешка · e2 белый слон · f2 белая пешка · g2 белая пешка · a1 белая ладья · d1 белая ладья · g1 белый король | a8 чёрная ладья · b8 чёрный конь · c8 чёрная ладья · g8 чёрный король · b7 чёрный слон · c7 чёрная пешка · d7 чёрный конь · f7 чёрная пешка · g7 чёрный слон · h7 чёрная пешка · a6 чёрная пешка · b6 чёрная пешка · e6 чёрная пешка · g6 чёрная пешка · a5 белая пешка · b5 белый конь · e5 белая пешка · f4 белый слон · f3 белый конь · h3 белая пешка · b2 белая пешка · c2 белая пешка · e2 белый слон · f2 белая пешка · g2 белая пешка · a1 белая ладья · d1 белая ладья · g1 белый король | 1 |
|   | a | b | c | d | e | f | g | h |   |

## Кубок Синкфилда

### Партии
|   | a | b | c | d | e | f | g | h |   |
| - | --- | --- | --- | --- | --- | --- | --- | --- | - |
| 8 | b7 чёрная пешка · d7 белая ладья · f7 чёрная пешка · g7 чёрный король · a6 чёрная пешка · d6 чёрный конь · h6 чёрная пешка · c5 чёрная ладья · a4 белая пешка · e4 чёрная пешка · g4 чёрная пешка · a2 белый слон · e2 белая пешка · f2 белая пешка · h2 белая пешка · e1 белый король | b7 чёрная пешка · d7 белая ладья · f7 чёрная пешка · g7 чёрный король · a6 чёрная пешка · d6 чёрный конь · h6 чёрная пешка · c5 чёрная ладья · a4 белая пешка · e4 чёрная пешка · g4 чёрная пешка · a2 белый слон · e2 белая пешка · f2 белая пешка · h2 белая пешка · e1 белый король | b7 чёрная пешка · d7 белая ладья · f7 чёрная пешка · g7 чёрный король · a6 чёрная пешка · d6 чёрный конь · h6 чёрная пешка · c5 чёрная ладья · a4 белая пешка · e4 чёрная пешка · g4 чёрная пешка · a2 белый слон · e2 белая пешка · f2 белая пешка · h2 белая пешка · e1 белый король | b7 чёрная пешка · d7 белая ладья · f7 чёрная пешка · g7 чёрный король · a6 чёрная пешка · d6 чёрный конь · h6 чёрная пешка · c5 чёрная ладья · a4 белая пешка · e4 чёрная пешка · g4 чёрная пешка · a2 белый слон · e2 белая пешка · f2 белая пешка · h2 белая пешка · e1 белый король | b7 чёрная пешка · d7 белая ладья · f7 чёрная пешка · g7 чёрный король · a6 чёрная пешка · d6 чёрный конь · h6 чёрная пешка · c5 чёрная ладья · a4 белая пешка · e4 чёрная пешка · g4 чёрная пешка · a2 белый слон · e2 белая пешка · f2 белая пешка · h2 белая пешка · e1 белый король | b7 чёрная пешка · d7 белая ладья · f7 чёрная пешка · g7 чёрный король · a6 чёрная пешка · d6 чёрный конь · h6 чёрная пешка · c5 чёрная ладья · a4 белая пешка · e4 чёрная пешка · g4 чёрная пешка · a2 белый слон · e2 белая пешка · f2 белая пешка · h2 белая пешка · e1 белый король | b7 чёрная пешка · d7 белая ладья · f7 чёрная пешка · g7 чёрный король · a6 чёрная пешка · d6 чёрный конь · h6 чёрная пешка · c5 чёрная ладья · a4 белая пешка · e4 чёрная пешка · g4 чёрная пешка · a2 белый слон · e2 белая пешка · f2 белая пешка · h2 белая пешка · e1 белый король | b7 чёрная пешка · d7 белая ладья · f7 чёрная пешка · g7 чёрный король · a6 чёрная пешка · d6 чёрный конь · h6 чёрная пешка · c5 чёрная ладья · a4 белая пешка · e4 чёрная пешка · g4 чёрная пешка · a2 белый слон · e2 белая пешка · f2 белая пешка · h2 белая пешка · e1 белый король | 8 |
| 7 | b7 чёрная пешка · d7 белая ладья · f7 чёрная пешка · g7 чёрный король · a6 чёрная пешка · d6 чёрный конь · h6 чёрная пешка · c5 чёрная ладья · a4 белая пешка · e4 чёрная пешка · g4 чёрная пешка · a2 белый слон · e2 белая пешка · f2 белая пешка · h2 белая пешка · e1 белый король | b7 чёрная пешка · d7 белая ладья · f7 чёрная пешка · g7 чёрный король · a6 чёрная пешка · d6 чёрный конь · h6 чёрная пешка · c5 чёрная ладья · a4 белая пешка · e4 чёрная пешка · g4 чёрная пешка · a2 белый слон · e2 белая пешка · f2 белая пешка · h2 белая пешка · e1 белый король | b7 чёрная пешка · d7 белая ладья · f7 чёрная пешка · g7 чёрный король · a6 чёрная пешка · d6 чёрный конь · h6 чёрная пешка · c5 чёрная ладья · a4 белая пешка · e4 чёрная пешка · g4 чёрная пешка · a2 белый слон · e2 белая пешка · f2 белая пешка · h2 белая пешка · e1 белый король | b7 чёрная пешка · d7 белая ладья · f7 чёрная пешка · g7 чёрный король · a6 чёрная пешка · d6 чёрный конь · h6 чёрная пешка · c5 чёрная ладья · a4 белая пешка · e4 чёрная пешка · g4 чёрная пешка · a2 белый слон · e2 белая пешка · f2 белая пешка · h2 белая пешка · e1 белый король | b7 чёрная пешка · d7 белая ладья · f7 чёрная пешка · g7 чёрный король · a6 чёрная пешка · d6 чёрный конь · h6 чёрная пешка · c5 чёрная ладья · a4 белая пешка · e4 чёрная пешка · g4 чёрная пешка · a2 белый слон · e2 белая пешка · f2 белая пешка · h2 белая пешка · e1 белый король | b7 чёрная пешка · d7 белая ладья · f7 чёрная пешка · g7 чёрный король · a6 чёрная пешка · d6 чёрный конь · h6 чёрная пешка · c5 чёрная ладья · a4 белая пешка · e4 чёрная пешка · g4 чёрная пешка · a2 белый слон · e2 белая пешка · f2 белая пешка · h2 белая пешка · e1 белый король | b7 чёрная пешка · d7 белая ладья · f7 чёрная пешка · g7 чёрный король · a6 чёрная пешка · d6 чёрный конь · h6 чёрная пешка · c5 чёрная ладья · a4 белая пешка · e4 чёрная пешка · g4 чёрная пешка · a2 белый слон · e2 белая пешка · f2 белая пешка · h2 белая пешка · e1 белый король | b7 чёрная пешка · d7 белая ладья · f7 чёрная пешка · g7 чёрный король · a6 чёрная пешка · d6 чёрный конь · h6 чёрная пешка · c5 чёрная ладья · a4 белая пешка · e4 чёрная пешка · g4 чёрная пешка · a2 белый слон · e2 белая пешка · f2 белая пешка · h2 белая пешка · e1 белый король | 7 |
| 6 | b7 чёрная пешка · d7 белая ладья · f7 чёрная пешка · g7 чёрный король · a6 чёрная пешка · d6 чёрный конь · h6 чёрная пешка · c5 чёрная ладья · a4 белая пешка · e4 чёрная пешка · g4 чёрная пешка · a2 белый слон · e2 белая пешка · f2 белая пешка · h2 белая пешка · e1 белый король | b7 чёрная пешка · d7 белая ладья · f7 чёрная пешка · g7 чёрный король · a6 чёрная пешка · d6 чёрный конь · h6 чёрная пешка · c5 чёрная ладья · a4 белая пешка · e4 чёрная пешка · g4 чёрная пешка · a2 белый слон · e2 белая пешка · f2 белая пешка · h2 белая пешка · e1 белый король | b7 чёрная пешка · d7 белая ладья · f7 чёрная пешка · g7 чёрный король · a6 чёрная пешка · d6 чёрный конь · h6 чёрная пешка · c5 чёрная ладья · a4 белая пешка · e4 чёрная пешка · g4 чёрная пешка · a2 белый слон · e2 белая пешка · f2 белая пешка · h2 белая пешка · e1 белый король | b7 чёрная пешка · d7 белая ладья · f7 чёрная пешка · g7 чёрный король · a6 чёрная пешка · d6 чёрный конь · h6 чёрная пешка · c5 чёрная ладья · a4 белая пешка · e4 чёрная пешка · g4 чёрная пешка · a2 белый слон · e2 белая пешка · f2 белая пешка · h2 белая пешка · e1 белый король | b7 чёрная пешка · d7 белая ладья · f7 чёрная пешка · g7 чёрный король · a6 чёрная пешка · d6 чёрный конь · h6 чёрная пешка · c5 чёрная ладья · a4 белая пешка · e4 чёрная пешка · g4 чёрная пешка · a2 белый слон · e2 белая пешка · f2 белая пешка · h2 белая пешка · e1 белый король | b7 чёрная пешка · d7 белая ладья · f7 чёрная пешка · g7 чёрный король · a6 чёрная пешка · d6 чёрный конь · h6 чёрная пешка · c5 чёрная ладья · a4 белая пешка · e4 чёрная пешка · g4 чёрная пешка · a2 белый слон · e2 белая пешка · f2 белая пешка · h2 белая пешка · e1 белый король | b7 чёрная пешка · d7 белая ладья · f7 чёрная пешка · g7 чёрный король · a6 чёрная пешка · d6 чёрный конь · h6 чёрная пешка · c5 чёрная ладья · a4 белая пешка · e4 чёрная пешка · g4 чёрная пешка · a2 белый слон · e2 белая пешка · f2 белая пешка · h2 белая пешка · e1 белый король | b7 чёрная пешка · d7 белая ладья · f7 чёрная пешка · g7 чёрный король · a6 чёрная пешка · d6 чёрный конь · h6 чёрная пешка · c5 чёрная ладья · a4 белая пешка · e4 чёрная пешка · g4 чёрная пешка · a2 белый слон · e2 белая пешка · f2 белая пешка · h2 белая пешка · e1 белый король | 6 |
| 5 | b7 чёрная пешка · d7 белая ладья · f7 чёрная пешка · g7 чёрный король · a6 чёрная пешка · d6 чёрный конь · h6 чёрная пешка · c5 чёрная ладья · a4 белая пешка · e4 чёрная пешка · g4 чёрная пешка · a2 белый слон · e2 белая пешка · f2 белая пешка · h2 белая пешка · e1 белый король | b7 чёрная пешка · d7 белая ладья · f7 чёрная пешка · g7 чёрный король · a6 чёрная пешка · d6 чёрный конь · h6 чёрная пешка · c5 чёрная ладья · a4 белая пешка · e4 чёрная пешка · g4 чёрная пешка · a2 белый слон · e2 белая пешка · f2 белая пешка · h2 белая пешка · e1 белый король | b7 чёрная пешка · d7 белая ладья · f7 чёрная пешка · g7 чёрный король · a6 чёрная пешка · d6 чёрный конь · h6 чёрная пешка · c5 чёрная ладья · a4 белая пешка · e4 чёрная пешка · g4 чёрная пешка · a2 белый слон · e2 белая пешка · f2 белая пешка · h2 белая пешка · e1 белый король | b7 чёрная пешка · d7 белая ладья · f7 чёрная пешка · g7 чёрный король · a6 чёрная пешка · d6 чёрный конь · h6 чёрная пешка · c5 чёрная ладья · a4 белая пешка · e4 чёрная пешка · g4 чёрная пешка · a2 белый слон · e2 белая пешка · f2 белая пешка · h2 белая пешка · e1 белый король | b7 чёрная пешка · d7 белая ладья · f7 чёрная пешка · g7 чёрный король · a6 чёрная пешка · d6 чёрный конь · h6 чёрная пешка · c5 чёрная ладья · a4 белая пешка · e4 чёрная пешка · g4 чёрная пешка · a2 белый слон · e2 белая пешка · f2 белая пешка · h2 белая пешка · e1 белый король | b7 чёрная пешка · d7 белая ладья · f7 чёрная пешка · g7 чёрный король · a6 чёрная пешка · d6 чёрный конь · h6 чёрная пешка · c5 чёрная ладья · a4 белая пешка · e4 чёрная пешка · g4 чёрная пешка · a2 белый слон · e2 белая пешка · f2 белая пешка · h2 белая пешка · e1 белый король | b7 чёрная пешка · d7 белая ладья · f7 чёрная пешка · g7 чёрный король · a6 чёрная пешка · d6 чёрный конь · h6 чёрная пешка · c5 чёрная ладья · a4 белая пешка · e4 чёрная пешка · g4 чёрная пешка · a2 белый слон · e2 белая пешка · f2 белая пешка · h2 белая пешка · e1 белый король | b7 чёрная пешка · d7 белая ладья · f7 чёрная пешка · g7 чёрный король · a6 чёрная пешка · d6 чёрный конь · h6 чёрная пешка · c5 чёрная ладья · a4 белая пешка · e4 чёрная пешка · g4 чёрная пешка · a2 белый слон · e2 белая пешка · f2 белая пешка · h2 белая пешка · e1 белый король | 5 |
| 4 | b7 чёрная пешка · d7 белая ладья · f7 чёрная пешка · g7 чёрный король · a6 чёрная пешка · d6 чёрный конь · h6 чёрная пешка · c5 чёрная ладья · a4 белая пешка · e4 чёрная пешка · g4 чёрная пешка · a2 белый слон · e2 белая пешка · f2 белая пешка · h2 белая пешка · e1 белый король | b7 чёрная пешка · d7 белая ладья · f7 чёрная пешка · g7 чёрный король · a6 чёрная пешка · d6 чёрный конь · h6 чёрная пешка · c5 чёрная ладья · a4 белая пешка · e4 чёрная пешка · g4 чёрная пешка · a2 белый слон · e2 белая пешка · f2 белая пешка · h2 белая пешка · e1 белый король | b7 чёрная пешка · d7 белая ладья · f7 чёрная пешка · g7 чёрный король · a6 чёрная пешка · d6 чёрный конь · h6 чёрная пешка · c5 чёрная ладья · a4 белая пешка · e4 чёрная пешка · g4 чёрная пешка · a2 белый слон · e2 белая пешка · f2 белая пешка · h2 белая пешка · e1 белый король | b7 чёрная пешка · d7 белая ладья · f7 чёрная пешка · g7 чёрный король · a6 чёрная пешка · d6 чёрный конь · h6 чёрная пешка · c5 чёрная ладья · a4 белая пешка · e4 чёрная пешка · g4 чёрная пешка · a2 белый слон · e2 белая пешка · f2 белая пешка · h2 белая пешка · e1 белый король | b7 чёрная пешка · d7 белая ладья · f7 чёрная пешка · g7 чёрный король · a6 чёрная пешка · d6 чёрный конь · h6 чёрная пешка · c5 чёрная ладья · a4 белая пешка · e4 чёрная пешка · g4 чёрная пешка · a2 белый слон · e2 белая пешка · f2 белая пешка · h2 белая пешка · e1 белый король | b7 чёрная пешка · d7 белая ладья · f7 чёрная пешка · g7 чёрный король · a6 чёрная пешка · d6 чёрный конь · h6 чёрная пешка · c5 чёрная ладья · a4 белая пешка · e4 чёрная пешка · g4 чёрная пешка · a2 белый слон · e2 белая пешка · f2 белая пешка · h2 белая пешка · e1 белый король | b7 чёрная пешка · d7 белая ладья · f7 чёрная пешка · g7 чёрный король · a6 чёрная пешка · d6 чёрный конь · h6 чёрная пешка · c5 чёрная ладья · a4 белая пешка · e4 чёрная пешка · g4 чёрная пешка · a2 белый слон · e2 белая пешка · f2 белая пешка · h2 белая пешка · e1 белый король | b7 чёрная пешка · d7 белая ладья · f7 чёрная пешка · g7 чёрный король · a6 чёрная пешка · d6 чёрный конь · h6 чёрная пешка · c5 чёрная ладья · a4 белая пешка · e4 чёрная пешка · g4 чёрная пешка · a2 белый слон · e2 белая пешка · f2 белая пешка · h2 белая пешка · e1 белый король | 4 |
| 3 | b7 чёрная пешка · d7 белая ладья · f7 чёрная пешка · g7 чёрный король · a6 чёрная пешка · d6 чёрный конь · h6 чёрная пешка · c5 чёрная ладья · a4 белая пешка · e4 чёрная пешка · g4 чёрная пешка · a2 белый слон · e2 белая пешка · f2 белая пешка · h2 белая пешка · e1 белый король | b7 чёрная пешка · d7 белая ладья · f7 чёрная пешка · g7 чёрный король · a6 чёрная пешка · d6 чёрный конь · h6 чёрная пешка · c5 чёрная ладья · a4 белая пешка · e4 чёрная пешка · g4 чёрная пешка · a2 белый слон · e2 белая пешка · f2 белая пешка · h2 белая пешка · e1 белый король | b7 чёрная пешка · d7 белая ладья · f7 чёрная пешка · g7 чёрный король · a6 чёрная пешка · d6 чёрный конь · h6 чёрная пешка · c5 чёрная ладья · a4 белая пешка · e4 чёрная пешка · g4 чёрная пешка · a2 белый слон · e2 белая пешка · f2 белая пешка · h2 белая пешка · e1 белый король | b7 чёрная пешка · d7 белая ладья · f7 чёрная пешка · g7 чёрный король · a6 чёрная пешка · d6 чёрный конь · h6 чёрная пешка · c5 чёрная ладья · a4 белая пешка · e4 чёрная пешка · g4 чёрная пешка · a2 белый слон · e2 белая пешка · f2 белая пешка · h2 белая пешка · e1 белый король | b7 чёрная пешка · d7 белая ладья · f7 чёрная пешка · g7 чёрный король · a6 чёрная пешка · d6 чёрный конь · h6 чёрная пешка · c5 чёрная ладья · a4 белая пешка · e4 чёрная пешка · g4 чёрная пешка · a2 белый слон · e2 белая пешка · f2 белая пешка · h2 белая пешка · e1 белый король | b7 чёрная пешка · d7 белая ладья · f7 чёрная пешка · g7 чёрный король · a6 чёрная пешка · d6 чёрный конь · h6 чёрная пешка · c5 чёрная ладья · a4 белая пешка · e4 чёрная пешка · g4 чёрная пешка · a2 белый слон · e2 белая пешка · f2 белая пешка · h2 белая пешка · e1 белый король | b7 чёрная пешка · d7 белая ладья · f7 чёрная пешка · g7 чёрный король · a6 чёрная пешка · d6 чёрный конь · h6 чёрная пешка · c5 чёрная ладья · a4 белая пешка · e4 чёрная пешка · g4 чёрная пешка · a2 белый слон · e2 белая пешка · f2 белая пешка · h2 белая пешка · e1 белый король | b7 чёрная пешка · d7 белая ладья · f7 чёрная пешка · g7 чёрный король · a6 чёрная пешка · d6 чёрный конь · h6 чёрная пешка · c5 чёрная ладья · a4 белая пешка · e4 чёрная пешка · g4 чёрная пешка · a2 белый слон · e2 белая пешка · f2 белая пешка · h2 белая пешка · e1 белый король | 3 |
| 2 | b7 чёрная пешка · d7 белая ладья · f7 чёрная пешка · g7 чёрный король · a6 чёрная пешка · d6 чёрный конь · h6 чёрная пешка · c5 чёрная ладья · a4 белая пешка · e4 чёрная пешка · g4 чёрная пешка · a2 белый слон · e2 белая пешка · f2 белая пешка · h2 белая пешка · e1 белый король | b7 чёрная пешка · d7 белая ладья · f7 чёрная пешка · g7 чёрный король · a6 чёрная пешка · d6 чёрный конь · h6 чёрная пешка · c5 чёрная ладья · a4 белая пешка · e4 чёрная пешка · g4 чёрная пешка · a2 белый слон · e2 белая пешка · f2 белая пешка · h2 белая пешка · e1 белый король | b7 чёрная пешка · d7 белая ладья · f7 чёрная пешка · g7 чёрный король · a6 чёрная пешка · d6 чёрный конь · h6 чёрная пешка · c5 чёрная ладья · a4 белая пешка · e4 чёрная пешка · g4 чёрная пешка · a2 белый слон · e2 белая пешка · f2 белая пешка · h2 белая пешка · e1 белый король | b7 чёрная пешка · d7 белая ладья · f7 чёрная пешка · g7 чёрный король · a6 чёрная пешка · d6 чёрный конь · h6 чёрная пешка · c5 чёрная ладья · a4 белая пешка · e4 чёрная пешка · g4 чёрная пешка · a2 белый слон · e2 белая пешка · f2 белая пешка · h2 белая пешка · e1 белый король | b7 чёрная пешка · d7 белая ладья · f7 чёрная пешка · g7 чёрный король · a6 чёрная пешка · d6 чёрный конь · h6 чёрная пешка · c5 чёрная ладья · a4 белая пешка · e4 чёрная пешка · g4 чёрная пешка · a2 белый слон · e2 белая пешка · f2 белая пешка · h2 белая пешка · e1 белый король | b7 чёрная пешка · d7 белая ладья · f7 чёрная пешка · g7 чёрный король · a6 чёрная пешка · d6 чёрный конь · h6 чёрная пешка · c5 чёрная ладья · a4 белая пешка · e4 чёрная пешка · g4 чёрная пешка · a2 белый слон · e2 белая пешка · f2 белая пешка · h2 белая пешка · e1 белый король | b7 чёрная пешка · d7 белая ладья · f7 чёрная пешка · g7 чёрный король · a6 чёрная пешка · d6 чёрный конь · h6 чёрная пешка · c5 чёрная ладья · a4 белая пешка · e4 чёрная пешка · g4 чёрная пешка · a2 белый слон · e2 белая пешка · f2 белая пешка · h2 белая пешка · e1 белый король | b7 чёрная пешка · d7 белая ладья · f7 чёрная пешка · g7 чёрный король · a6 чёрная пешка · d6 чёрный конь · h6 чёрная пешка · c5 чёрная ладья · a4 белая пешка · e4 чёрная пешка · g4 чёрная пешка · a2 белый слон · e2 белая пешка · f2 белая пешка · h2 белая пешка · e1 белый король | 2 |
| 1 | b7 чёрная пешка · d7 белая ладья · f7 чёрная пешка · g7 чёрный король · a6 чёрная пешка · d6 чёрный конь · h6 чёрная пешка · c5 чёрная ладья · a4 белая пешка · e4 чёрная пешка · g4 чёрная пешка · a2 белый слон · e2 белая пешка · f2 белая пешка · h2 белая пешка · e1 белый король | b7 чёрная пешка · d7 белая ладья · f7 чёрная пешка · g7 чёрный король · a6 чёрная пешка · d6 чёрный конь · h6 чёрная пешка · c5 чёрная ладья · a4 белая пешка · e4 чёрная пешка · g4 чёрная пешка · a2 белый слон · e2 белая пешка · f2 белая пешка · h2 белая пешка · e1 белый король | b7 чёрная пешка · d7 белая ладья · f7 чёрная пешка · g7 чёрный король · a6 чёрная пешка · d6 чёрный конь · h6 чёрная пешка · c5 чёрная ладья · a4 белая пешка · e4 чёрная пешка · g4 чёрная пешка · a2 белый слон · e2 белая пешка · f2 белая пешка · h2 белая пешка · e1 белый король | b7 чёрная пешка · d7 белая ладья · f7 чёрная пешка · g7 чёрный король · a6 чёрная пешка · d6 чёрный конь · h6 чёрная пешка · c5 чёрная ладья · a4 белая пешка · e4 чёрная пешка · g4 чёрная пешка · a2 белый слон · e2 белая пешка · f2 белая пешка · h2 белая пешка · e1 белый король | b7 чёрная пешка · d7 белая ладья · f7 чёрная пешка · g7 чёрный король · a6 чёрная пешка · d6 чёрный конь · h6 чёрная пешка · c5 чёрная ладья · a4 белая пешка · e4 чёрная пешка · g4 чёрная пешка · a2 белый слон · e2 белая пешка · f2 белая пешка · h2 белая пешка · e1 белый король | b7 чёрная пешка · d7 белая ладья · f7 чёрная пешка · g7 чёрный король · a6 чёрная пешка · d6 чёрный конь · h6 чёрная пешка · c5 чёрная ладья · a4 белая пешка · e4 чёрная пешка · g4 чёрная пешка · a2 белый слон · e2 белая пешка · f2 белая пешка · h2 белая пешка · e1 белый король | b7 чёрная пешка · d7 белая ладья · f7 чёрная пешка · g7 чёрный король · a6 чёрная пешка · d6 чёрный конь · h6 чёрная пешка · c5 чёрная ладья · a4 белая пешка · e4 чёрная пешка · g4 чёрная пешка · a2 белый слон · e2 белая пешка · f2 белая пешка · h2 белая пешка · e1 белый король | b7 чёрная пешка · d7 белая ладья · f7 чёрная пешка · g7 чёрный король · a6 чёрная пешка · d6 чёрный конь · h6 чёрная пешка · c5 чёрная ладья · a4 белая пешка · e4 чёрная пешка · g4 чёрная пешка · a2 белый слон · e2 белая пешка · f2 белая пешка · h2 белая пешка · e1 белый король | 1 |
|   | a | b | c | d | e | f | g | h |   |

Карлсен по приглашению принял участие в Кубке Синкфилда, который прошёл в Сент-Луисе с призовым фондом 500 000 $. Турнир является одним из этапов серии Grand Chess Tour 2022. Перед началом турнира Карлсен имел серию из 53 партий без единого поражения. Ниманн практически перед самым стартом заменил Рихарда Раппорта и стал игроком с самым низким стартовым рейтингом.
В 1-м туре Карлсен единственный из участников завершил партию результативно — уверенно обыграл Непомнящего, во 2-м туре сыграл вничью с Левоном Ароняном. В 3-м туре, который прошёл 4 сентября, Ниманн чёрными фигурами обыграл Карлсена, применив защиту Нимцовича и впервые в карьере достиг рейтинга 2700.

До 14-го хода Карлсен играл без ошибок, но затем совершил неточность, разменяв ферзей. Получился эндшпиль, в котором Ниманн стал претендовать на победу и на 19-м ходу отказался разменивать ладьи. У Карлсена остались слабые пешки, одну из которых Ниманн взял спустя пару ходов. Карлсен пожертвовал вторую пешку ради активности ладьи (диаграмма), но Ниманн сделал сильнейший ход 32…e3!, из-за которого у белых создаётся ещё больше слабостей.
[Event "9th Sinquefield Cup 2022"]
[Site "Saint Louis USA"]
[Date "2022.09.04"]
[Round "3.1"]
[White "Carlsen, M."]
[Black "Niemann, Hans Moke"]
[Result "0-1"]
[WhiteElo "2861"]
[BlackElo "2688"]
[Variant "Standard"]
[TimeControl "-"]
[ECO "E20"]
[Opening "Nimzo-Indian Defense: Romanishin Variation"]
[Termination "Unknown"]
[Annotator "lichess.org"]
1. d4 Nf6 2. c4 e6 3. Nc3 Bb4 4. g3 { E20 Nimzo-Indian Defense: Romanishin Variation } O-O 5. Bg2 d5 6. a3 Bxc3+ 7. bxc3 dxc4 8. Nf3 c5 9. O-O cxd4 10. Qxd4 Nc6 11. Qxc4 e5 12. Bg5 h6 13. Rfd1 Be6 14. Rxd8 Bxc4 15. Rxa8 Rxa8 16. Bxf6 gxf6 17. Kf1 Rd8 18. Ke1 Na5 19. Rd1 Rc8 20. Nd2 Be6 21. c4 Bxc4 22. Nxc4 Rxc4 23. Rd8+ Kg7 24. Bd5 Rc7 25. Ra8 a6 26. Rb8 f5 27. Re8 e4 28. g4?! { (-0.63 → -1.31) Inaccuracy. Rd8 was best. } (28. Rd8 Kf6 29. h4 Ke5 30. f4+ exf3 31. exf3 f4 32. g4 b5 33. Be4 Nc4 34. Rd5+ Kf6) 28... Rc5 29. Ba2 Nc4?! { (-1.77 → -0.74) Inaccuracy. fxg4 was best. } (29... fxg4) 30. a4?! { (-0.74 → -1.80) Inaccuracy. Bxc4 was best. } (30. Bxc4 Rxc4) 30... Nd6 31. Re7 fxg4? { (-3.25 → -1.84) Mistake. Rc2 was best. } (31... Rc2) 32. Rd7 e3 33. fxe3 Ne4 34. Kf1 Rc1+ 35. Kg2 Rc2 36. Bxf7 Rxe2+ 37. Kg1 Re1+ 38. Kg2 Re2+ 39. Kg1 Kf6 40. Bd5 Rd2 41. Rf7+ Kg6 42. Rd7?? { (-1.28 → -3.55) Blunder. Re7 was best. } (42. Re7 Rxd5 43. Rxe4 Kg5 44. h3 gxh3 45. Kh2 Kf6 46. Rh4 h5 47. Rb4 b5 48. e4 Rg5) 42... Ng5 43. Bf7+ Kf5? { (-4.21 → -2.46) Mistake. Kf6 was best. } (43... Kf6 44. Rxd2 Nf3+ 45. Kg2 Nxd2 46. Bd5 b5 47. axb5 axb5 48. Kg3 Kg5 49. h3 gxh3 50. Kxh3) 44. Rxd2 Nf3+ 45. Kg2 Nxd2 46. a5 Ke5 47. Kg3 Nf1+ 48. Kf2?! { (-3.90 → -5.97) Inaccuracy. Kxg4 was best. } (48. Kxg4 Nxh2+) 48... Nxh2 49. e4 Kxe4 50. Be6 Kf4 51. Bc8 Nf3 52. Bxb7 Ne5 53. Bxa6 Nc6 54. Bb7 Nxa5 55. Bd5 h5 56. Bf7 h4 57. Bd5 { Black wins. } 0-1
Ниманн одержал 2 победы на турнире — над Шахрияром Мамедьяровым во 2-м и над Карлсеном в 3-м турах. 2 партии — Фабиано Каруане и Уэсли Со — проиграл.
Карлсен снялся с турнира на следующий день, поэтому три его партии были аннулированы. Чемпион мира опубликовал в Твиттере краткое сообщение с видео, на котором Жозе Моуринью говорит после матча, где его команда могла пострадать из-за сомнительного судейства: «Я предпочитаю ничего не говорить. Если я заговорю, у меня будут большие неприятности». Секретарь Карлсена также не давал никаких комментариев, несмотря на многочисленные запросы. Твит Карлсена не обвинял Ниманна напрямую, но более широкое сообщество восприняло его как намёк на серьёзное обвинение.

### Первая реакция
Издание Slate охарактеризовало результат партии как «шокирующее расстройство» для Карлсена.
По мнению популярного шахматного стримера Хикару Накамуры, Карлсен заподозрил Ниманна в жульничестве, особенно после результатов последнего в Майами. Накамура отметил, что Ниманн ранее был заблокирован на сайте chess.com за мошенничество.
Участник турнира Аронян изначально защищал Ниманна и утверждал, что большинство игроков высокого уровня «в значительной степени параноики» и что молодых игроков часто обвиняют в жульничестве после сильной игры.
Главный арбитр турнира Крис Бёрд заявил 10 сентября, что ничто не указывает на нечестную игру со стороны какого-либо игрока.
13-й чемпион мира Гарри Каспаров отметил, что выход чемпиона мира из турнира «не имел прецедентов за последние 50 лет», и призвал Карлсена, который до сих пор воздерживался от комментариев по поводу ситуации, объяснить своё решение.
12-й чемпион мира Анатолий Карпов отверг мнение о том, что Ниманн жульничал: «Карлсен на удивление так плохо разыграл дебют белыми, что автоматом попал в худшую позицию. А дальше он показал странную неспособность справляться со сложной ситуацией, которая возникла на доске».
ФИДЕ усилила контроль на чемпионате мира по шахматам Фишера. Многие шахматисты — Даниэл Народицкий, Леонард Барден, Найджел Дейвис, Сергей Карякин — раскритиковали меры по борьбе с мошенничеством и призвали ФИДЕ вмешаться в спор.
Случай подобного рода стал не только первым в карьере Карлсена, но и беспрецедентным в истории профессиональных шахмат. По оценкам мировых СМИ, этот случай стал первым серьёзным скандалом после происшествия «с туалетом» во время матча за звания чемпиона мира 2006. Спор вышел за рамки шахматного мира, так, например, матч освещался в американских ночных ток-шоу The Daily Show с Тревором Ноем и The Late Show со Стивеном Колбертом, отчасти из-за предположения Илона Маска, что механизмом, с помощью которого Ниманн получал подсказки, было вибрирующее устройство, имплантированное ему в задний проход. В мае 2023 года ютубер Арчи Маннерс провёл эксперимент — сыграл с гроссмейстером Дэниелом Фернандесом, получая подсказки таким же образом и смог победить.

### Реакция игроков
В интервью от 6 сентября Ниманн отрицал мошенничество во время Кубка Синкфилда, обвинив Карлсена и Накамуру в попытке разрушить его карьеру. Он признал, что в 12 лет жульничал в онлайн-турнире, затем в 16 лет в онлайн-играх без рейтинга, но утверждал, что никогда не жульничал за доской. Он также сообщил, что Chess.com отстранил его от участия в призовых турнирах после начала скандала. Администратор сайта Даниэль Ренш подтвердил это, позже опроверг слухи о том, что платформа поделилась списком подозрительных игроков с Карлсеном.
Ниманн предложил играть в закрытом помещении без средств связи и сказал: «Если они хотят, чтобы я полностью разделся, я сделаю это, чтобы опровергнуть любые обвинения в мошенничестве». Сайт для взрослых Stripchat предлагал Ниманну 1 млн долларов, если он это сделает.
26 сентября Карлсен чётко ответил, что имел в виду в своём первом твите.
Когда Ниманна в последнюю минуту пригласили на Sinquefield Cup 2022, я решительно подумывал сняться до начала мероприятия. В конечном итоге я решил играть. Я считаю, что Ниманн мошенничал больше — и в последнее время — чем он публично признал.
Он сказал, что не хочет играть с теми, кто точно жульничали в прошлом.

## Кубок поколений Юлиуса Бэра
|   | a | b | c | d | e | f | g | h |   |
| - | --- | --- | --- | --- | --- | --- | --- | --- | - |
| 8 | a8 чёрная ладья · b8 чёрный конь · c8 чёрный слон · d8 чёрный ферзь · e8 чёрный король · f8 чёрный слон · h8 чёрная ладья · a7 чёрная пешка · b7 чёрная пешка · c7 чёрная пешка · d7 чёрная пешка · e7 чёрная пешка · f7 чёрная пешка · g7 чёрная пешка · h7 чёрная пешка · f6 чёрный конь · c4 белая пешка · d4 белая пешка · a2 белая пешка · b2 белая пешка · e2 белая пешка · f2 белая пешка · g2 белая пешка · h2 белая пешка · a1 белая ладья · b1 белый конь · c1 белый слон · d1 белый ферзь · e1 белый король · f1 белый слон · g1 белый конь · h1 белая ладья | a8 чёрная ладья · b8 чёрный конь · c8 чёрный слон · d8 чёрный ферзь · e8 чёрный король · f8 чёрный слон · h8 чёрная ладья · a7 чёрная пешка · b7 чёрная пешка · c7 чёрная пешка · d7 чёрная пешка · e7 чёрная пешка · f7 чёрная пешка · g7 чёрная пешка · h7 чёрная пешка · f6 чёрный конь · c4 белая пешка · d4 белая пешка · a2 белая пешка · b2 белая пешка · e2 белая пешка · f2 белая пешка · g2 белая пешка · h2 белая пешка · a1 белая ладья · b1 белый конь · c1 белый слон · d1 белый ферзь · e1 белый король · f1 белый слон · g1 белый конь · h1 белая ладья | a8 чёрная ладья · b8 чёрный конь · c8 чёрный слон · d8 чёрный ферзь · e8 чёрный король · f8 чёрный слон · h8 чёрная ладья · a7 чёрная пешка · b7 чёрная пешка · c7 чёрная пешка · d7 чёрная пешка · e7 чёрная пешка · f7 чёрная пешка · g7 чёрная пешка · h7 чёрная пешка · f6 чёрный конь · c4 белая пешка · d4 белая пешка · a2 белая пешка · b2 белая пешка · e2 белая пешка · f2 белая пешка · g2 белая пешка · h2 белая пешка · a1 белая ладья · b1 белый конь · c1 белый слон · d1 белый ферзь · e1 белый король · f1 белый слон · g1 белый конь · h1 белая ладья | a8 чёрная ладья · b8 чёрный конь · c8 чёрный слон · d8 чёрный ферзь · e8 чёрный король · f8 чёрный слон · h8 чёрная ладья · a7 чёрная пешка · b7 чёрная пешка · c7 чёрная пешка · d7 чёрная пешка · e7 чёрная пешка · f7 чёрная пешка · g7 чёрная пешка · h7 чёрная пешка · f6 чёрный конь · c4 белая пешка · d4 белая пешка · a2 белая пешка · b2 белая пешка · e2 белая пешка · f2 белая пешка · g2 белая пешка · h2 белая пешка · a1 белая ладья · b1 белый конь · c1 белый слон · d1 белый ферзь · e1 белый король · f1 белый слон · g1 белый конь · h1 белая ладья | a8 чёрная ладья · b8 чёрный конь · c8 чёрный слон · d8 чёрный ферзь · e8 чёрный король · f8 чёрный слон · h8 чёрная ладья · a7 чёрная пешка · b7 чёрная пешка · c7 чёрная пешка · d7 чёрная пешка · e7 чёрная пешка · f7 чёрная пешка · g7 чёрная пешка · h7 чёрная пешка · f6 чёрный конь · c4 белая пешка · d4 белая пешка · a2 белая пешка · b2 белая пешка · e2 белая пешка · f2 белая пешка · g2 белая пешка · h2 белая пешка · a1 белая ладья · b1 белый конь · c1 белый слон · d1 белый ферзь · e1 белый король · f1 белый слон · g1 белый конь · h1 белая ладья | a8 чёрная ладья · b8 чёрный конь · c8 чёрный слон · d8 чёрный ферзь · e8 чёрный король · f8 чёрный слон · h8 чёрная ладья · a7 чёрная пешка · b7 чёрная пешка · c7 чёрная пешка · d7 чёрная пешка · e7 чёрная пешка · f7 чёрная пешка · g7 чёрная пешка · h7 чёрная пешка · f6 чёрный конь · c4 белая пешка · d4 белая пешка · a2 белая пешка · b2 белая пешка · e2 белая пешка · f2 белая пешка · g2 белая пешка · h2 белая пешка · a1 белая ладья · b1 белый конь · c1 белый слон · d1 белый ферзь · e1 белый король · f1 белый слон · g1 белый конь · h1 белая ладья | a8 чёрная ладья · b8 чёрный конь · c8 чёрный слон · d8 чёрный ферзь · e8 чёрный король · f8 чёрный слон · h8 чёрная ладья · a7 чёрная пешка · b7 чёрная пешка · c7 чёрная пешка · d7 чёрная пешка · e7 чёрная пешка · f7 чёрная пешка · g7 чёрная пешка · h7 чёрная пешка · f6 чёрный конь · c4 белая пешка · d4 белая пешка · a2 белая пешка · b2 белая пешка · e2 белая пешка · f2 белая пешка · g2 белая пешка · h2 белая пешка · a1 белая ладья · b1 белый конь · c1 белый слон · d1 белый ферзь · e1 белый король · f1 белый слон · g1 белый конь · h1 белая ладья | a8 чёрная ладья · b8 чёрный конь · c8 чёрный слон · d8 чёрный ферзь · e8 чёрный король · f8 чёрный слон · h8 чёрная ладья · a7 чёрная пешка · b7 чёрная пешка · c7 чёрная пешка · d7 чёрная пешка · e7 чёрная пешка · f7 чёрная пешка · g7 чёрная пешка · h7 чёрная пешка · f6 чёрный конь · c4 белая пешка · d4 белая пешка · a2 белая пешка · b2 белая пешка · e2 белая пешка · f2 белая пешка · g2 белая пешка · h2 белая пешка · a1 белая ладья · b1 белый конь · c1 белый слон · d1 белый ферзь · e1 белый король · f1 белый слон · g1 белый конь · h1 белая ладья | 8 |
| 7 | a8 чёрная ладья · b8 чёрный конь · c8 чёрный слон · d8 чёрный ферзь · e8 чёрный король · f8 чёрный слон · h8 чёрная ладья · a7 чёрная пешка · b7 чёрная пешка · c7 чёрная пешка · d7 чёрная пешка · e7 чёрная пешка · f7 чёрная пешка · g7 чёрная пешка · h7 чёрная пешка · f6 чёрный конь · c4 белая пешка · d4 белая пешка · a2 белая пешка · b2 белая пешка · e2 белая пешка · f2 белая пешка · g2 белая пешка · h2 белая пешка · a1 белая ладья · b1 белый конь · c1 белый слон · d1 белый ферзь · e1 белый король · f1 белый слон · g1 белый конь · h1 белая ладья | a8 чёрная ладья · b8 чёрный конь · c8 чёрный слон · d8 чёрный ферзь · e8 чёрный король · f8 чёрный слон · h8 чёрная ладья · a7 чёрная пешка · b7 чёрная пешка · c7 чёрная пешка · d7 чёрная пешка · e7 чёрная пешка · f7 чёрная пешка · g7 чёрная пешка · h7 чёрная пешка · f6 чёрный конь · c4 белая пешка · d4 белая пешка · a2 белая пешка · b2 белая пешка · e2 белая пешка · f2 белая пешка · g2 белая пешка · h2 белая пешка · a1 белая ладья · b1 белый конь · c1 белый слон · d1 белый ферзь · e1 белый король · f1 белый слон · g1 белый конь · h1 белая ладья | a8 чёрная ладья · b8 чёрный конь · c8 чёрный слон · d8 чёрный ферзь · e8 чёрный король · f8 чёрный слон · h8 чёрная ладья · a7 чёрная пешка · b7 чёрная пешка · c7 чёрная пешка · d7 чёрная пешка · e7 чёрная пешка · f7 чёрная пешка · g7 чёрная пешка · h7 чёрная пешка · f6 чёрный конь · c4 белая пешка · d4 белая пешка · a2 белая пешка · b2 белая пешка · e2 белая пешка · f2 белая пешка · g2 белая пешка · h2 белая пешка · a1 белая ладья · b1 белый конь · c1 белый слон · d1 белый ферзь · e1 белый король · f1 белый слон · g1 белый конь · h1 белая ладья | a8 чёрная ладья · b8 чёрный конь · c8 чёрный слон · d8 чёрный ферзь · e8 чёрный король · f8 чёрный слон · h8 чёрная ладья · a7 чёрная пешка · b7 чёрная пешка · c7 чёрная пешка · d7 чёрная пешка · e7 чёрная пешка · f7 чёрная пешка · g7 чёрная пешка · h7 чёрная пешка · f6 чёрный конь · c4 белая пешка · d4 белая пешка · a2 белая пешка · b2 белая пешка · e2 белая пешка · f2 белая пешка · g2 белая пешка · h2 белая пешка · a1 белая ладья · b1 белый конь · c1 белый слон · d1 белый ферзь · e1 белый король · f1 белый слон · g1 белый конь · h1 белая ладья | a8 чёрная ладья · b8 чёрный конь · c8 чёрный слон · d8 чёрный ферзь · e8 чёрный король · f8 чёрный слон · h8 чёрная ладья · a7 чёрная пешка · b7 чёрная пешка · c7 чёрная пешка · d7 чёрная пешка · e7 чёрная пешка · f7 чёрная пешка · g7 чёрная пешка · h7 чёрная пешка · f6 чёрный конь · c4 белая пешка · d4 белая пешка · a2 белая пешка · b2 белая пешка · e2 белая пешка · f2 белая пешка · g2 белая пешка · h2 белая пешка · a1 белая ладья · b1 белый конь · c1 белый слон · d1 белый ферзь · e1 белый король · f1 белый слон · g1 белый конь · h1 белая ладья | a8 чёрная ладья · b8 чёрный конь · c8 чёрный слон · d8 чёрный ферзь · e8 чёрный король · f8 чёрный слон · h8 чёрная ладья · a7 чёрная пешка · b7 чёрная пешка · c7 чёрная пешка · d7 чёрная пешка · e7 чёрная пешка · f7 чёрная пешка · g7 чёрная пешка · h7 чёрная пешка · f6 чёрный конь · c4 белая пешка · d4 белая пешка · a2 белая пешка · b2 белая пешка · e2 белая пешка · f2 белая пешка · g2 белая пешка · h2 белая пешка · a1 белая ладья · b1 белый конь · c1 белый слон · d1 белый ферзь · e1 белый король · f1 белый слон · g1 белый конь · h1 белая ладья | a8 чёрная ладья · b8 чёрный конь · c8 чёрный слон · d8 чёрный ферзь · e8 чёрный король · f8 чёрный слон · h8 чёрная ладья · a7 чёрная пешка · b7 чёрная пешка · c7 чёрная пешка · d7 чёрная пешка · e7 чёрная пешка · f7 чёрная пешка · g7 чёрная пешка · h7 чёрная пешка · f6 чёрный конь · c4 белая пешка · d4 белая пешка · a2 белая пешка · b2 белая пешка · e2 белая пешка · f2 белая пешка · g2 белая пешка · h2 белая пешка · a1 белая ладья · b1 белый конь · c1 белый слон · d1 белый ферзь · e1 белый король · f1 белый слон · g1 белый конь · h1 белая ладья | a8 чёрная ладья · b8 чёрный конь · c8 чёрный слон · d8 чёрный ферзь · e8 чёрный король · f8 чёрный слон · h8 чёрная ладья · a7 чёрная пешка · b7 чёрная пешка · c7 чёрная пешка · d7 чёрная пешка · e7 чёрная пешка · f7 чёрная пешка · g7 чёрная пешка · h7 чёрная пешка · f6 чёрный конь · c4 белая пешка · d4 белая пешка · a2 белая пешка · b2 белая пешка · e2 белая пешка · f2 белая пешка · g2 белая пешка · h2 белая пешка · a1 белая ладья · b1 белый конь · c1 белый слон · d1 белый ферзь · e1 белый король · f1 белый слон · g1 белый конь · h1 белая ладья | 7 |
| 6 | a8 чёрная ладья · b8 чёрный конь · c8 чёрный слон · d8 чёрный ферзь · e8 чёрный король · f8 чёрный слон · h8 чёрная ладья · a7 чёрная пешка · b7 чёрная пешка · c7 чёрная пешка · d7 чёрная пешка · e7 чёрная пешка · f7 чёрная пешка · g7 чёрная пешка · h7 чёрная пешка · f6 чёрный конь · c4 белая пешка · d4 белая пешка · a2 белая пешка · b2 белая пешка · e2 белая пешка · f2 белая пешка · g2 белая пешка · h2 белая пешка · a1 белая ладья · b1 белый конь · c1 белый слон · d1 белый ферзь · e1 белый король · f1 белый слон · g1 белый конь · h1 белая ладья | a8 чёрная ладья · b8 чёрный конь · c8 чёрный слон · d8 чёрный ферзь · e8 чёрный король · f8 чёрный слон · h8 чёрная ладья · a7 чёрная пешка · b7 чёрная пешка · c7 чёрная пешка · d7 чёрная пешка · e7 чёрная пешка · f7 чёрная пешка · g7 чёрная пешка · h7 чёрная пешка · f6 чёрный конь · c4 белая пешка · d4 белая пешка · a2 белая пешка · b2 белая пешка · e2 белая пешка · f2 белая пешка · g2 белая пешка · h2 белая пешка · a1 белая ладья · b1 белый конь · c1 белый слон · d1 белый ферзь · e1 белый король · f1 белый слон · g1 белый конь · h1 белая ладья | a8 чёрная ладья · b8 чёрный конь · c8 чёрный слон · d8 чёрный ферзь · e8 чёрный король · f8 чёрный слон · h8 чёрная ладья · a7 чёрная пешка · b7 чёрная пешка · c7 чёрная пешка · d7 чёрная пешка · e7 чёрная пешка · f7 чёрная пешка · g7 чёрная пешка · h7 чёрная пешка · f6 чёрный конь · c4 белая пешка · d4 белая пешка · a2 белая пешка · b2 белая пешка · e2 белая пешка · f2 белая пешка · g2 белая пешка · h2 белая пешка · a1 белая ладья · b1 белый конь · c1 белый слон · d1 белый ферзь · e1 белый король · f1 белый слон · g1 белый конь · h1 белая ладья | a8 чёрная ладья · b8 чёрный конь · c8 чёрный слон · d8 чёрный ферзь · e8 чёрный король · f8 чёрный слон · h8 чёрная ладья · a7 чёрная пешка · b7 чёрная пешка · c7 чёрная пешка · d7 чёрная пешка · e7 чёрная пешка · f7 чёрная пешка · g7 чёрная пешка · h7 чёрная пешка · f6 чёрный конь · c4 белая пешка · d4 белая пешка · a2 белая пешка · b2 белая пешка · e2 белая пешка · f2 белая пешка · g2 белая пешка · h2 белая пешка · a1 белая ладья · b1 белый конь · c1 белый слон · d1 белый ферзь · e1 белый король · f1 белый слон · g1 белый конь · h1 белая ладья | a8 чёрная ладья · b8 чёрный конь · c8 чёрный слон · d8 чёрный ферзь · e8 чёрный король · f8 чёрный слон · h8 чёрная ладья · a7 чёрная пешка · b7 чёрная пешка · c7 чёрная пешка · d7 чёрная пешка · e7 чёрная пешка · f7 чёрная пешка · g7 чёрная пешка · h7 чёрная пешка · f6 чёрный конь · c4 белая пешка · d4 белая пешка · a2 белая пешка · b2 белая пешка · e2 белая пешка · f2 белая пешка · g2 белая пешка · h2 белая пешка · a1 белая ладья · b1 белый конь · c1 белый слон · d1 белый ферзь · e1 белый король · f1 белый слон · g1 белый конь · h1 белая ладья | a8 чёрная ладья · b8 чёрный конь · c8 чёрный слон · d8 чёрный ферзь · e8 чёрный король · f8 чёрный слон · h8 чёрная ладья · a7 чёрная пешка · b7 чёрная пешка · c7 чёрная пешка · d7 чёрная пешка · e7 чёрная пешка · f7 чёрная пешка · g7 чёрная пешка · h7 чёрная пешка · f6 чёрный конь · c4 белая пешка · d4 белая пешка · a2 белая пешка · b2 белая пешка · e2 белая пешка · f2 белая пешка · g2 белая пешка · h2 белая пешка · a1 белая ладья · b1 белый конь · c1 белый слон · d1 белый ферзь · e1 белый король · f1 белый слон · g1 белый конь · h1 белая ладья | a8 чёрная ладья · b8 чёрный конь · c8 чёрный слон · d8 чёрный ферзь · e8 чёрный король · f8 чёрный слон · h8 чёрная ладья · a7 чёрная пешка · b7 чёрная пешка · c7 чёрная пешка · d7 чёрная пешка · e7 чёрная пешка · f7 чёрная пешка · g7 чёрная пешка · h7 чёрная пешка · f6 чёрный конь · c4 белая пешка · d4 белая пешка · a2 белая пешка · b2 белая пешка · e2 белая пешка · f2 белая пешка · g2 белая пешка · h2 белая пешка · a1 белая ладья · b1 белый конь · c1 белый слон · d1 белый ферзь · e1 белый король · f1 белый слон · g1 белый конь · h1 белая ладья | a8 чёрная ладья · b8 чёрный конь · c8 чёрный слон · d8 чёрный ферзь · e8 чёрный король · f8 чёрный слон · h8 чёрная ладья · a7 чёрная пешка · b7 чёрная пешка · c7 чёрная пешка · d7 чёрная пешка · e7 чёрная пешка · f7 чёрная пешка · g7 чёрная пешка · h7 чёрная пешка · f6 чёрный конь · c4 белая пешка · d4 белая пешка · a2 белая пешка · b2 белая пешка · e2 белая пешка · f2 белая пешка · g2 белая пешка · h2 белая пешка · a1 белая ладья · b1 белый конь · c1 белый слон · d1 белый ферзь · e1 белый король · f1 белый слон · g1 белый конь · h1 белая ладья | 6 |
| 5 | a8 чёрная ладья · b8 чёрный конь · c8 чёрный слон · d8 чёрный ферзь · e8 чёрный король · f8 чёрный слон · h8 чёрная ладья · a7 чёрная пешка · b7 чёрная пешка · c7 чёрная пешка · d7 чёрная пешка · e7 чёрная пешка · f7 чёрная пешка · g7 чёрная пешка · h7 чёрная пешка · f6 чёрный конь · c4 белая пешка · d4 белая пешка · a2 белая пешка · b2 белая пешка · e2 белая пешка · f2 белая пешка · g2 белая пешка · h2 белая пешка · a1 белая ладья · b1 белый конь · c1 белый слон · d1 белый ферзь · e1 белый король · f1 белый слон · g1 белый конь · h1 белая ладья | a8 чёрная ладья · b8 чёрный конь · c8 чёрный слон · d8 чёрный ферзь · e8 чёрный король · f8 чёрный слон · h8 чёрная ладья · a7 чёрная пешка · b7 чёрная пешка · c7 чёрная пешка · d7 чёрная пешка · e7 чёрная пешка · f7 чёрная пешка · g7 чёрная пешка · h7 чёрная пешка · f6 чёрный конь · c4 белая пешка · d4 белая пешка · a2 белая пешка · b2 белая пешка · e2 белая пешка · f2 белая пешка · g2 белая пешка · h2 белая пешка · a1 белая ладья · b1 белый конь · c1 белый слон · d1 белый ферзь · e1 белый король · f1 белый слон · g1 белый конь · h1 белая ладья | a8 чёрная ладья · b8 чёрный конь · c8 чёрный слон · d8 чёрный ферзь · e8 чёрный король · f8 чёрный слон · h8 чёрная ладья · a7 чёрная пешка · b7 чёрная пешка · c7 чёрная пешка · d7 чёрная пешка · e7 чёрная пешка · f7 чёрная пешка · g7 чёрная пешка · h7 чёрная пешка · f6 чёрный конь · c4 белая пешка · d4 белая пешка · a2 белая пешка · b2 белая пешка · e2 белая пешка · f2 белая пешка · g2 белая пешка · h2 белая пешка · a1 белая ладья · b1 белый конь · c1 белый слон · d1 белый ферзь · e1 белый король · f1 белый слон · g1 белый конь · h1 белая ладья | a8 чёрная ладья · b8 чёрный конь · c8 чёрный слон · d8 чёрный ферзь · e8 чёрный король · f8 чёрный слон · h8 чёрная ладья · a7 чёрная пешка · b7 чёрная пешка · c7 чёрная пешка · d7 чёрная пешка · e7 чёрная пешка · f7 чёрная пешка · g7 чёрная пешка · h7 чёрная пешка · f6 чёрный конь · c4 белая пешка · d4 белая пешка · a2 белая пешка · b2 белая пешка · e2 белая пешка · f2 белая пешка · g2 белая пешка · h2 белая пешка · a1 белая ладья · b1 белый конь · c1 белый слон · d1 белый ферзь · e1 белый король · f1 белый слон · g1 белый конь · h1 белая ладья | a8 чёрная ладья · b8 чёрный конь · c8 чёрный слон · d8 чёрный ферзь · e8 чёрный король · f8 чёрный слон · h8 чёрная ладья · a7 чёрная пешка · b7 чёрная пешка · c7 чёрная пешка · d7 чёрная пешка · e7 чёрная пешка · f7 чёрная пешка · g7 чёрная пешка · h7 чёрная пешка · f6 чёрный конь · c4 белая пешка · d4 белая пешка · a2 белая пешка · b2 белая пешка · e2 белая пешка · f2 белая пешка · g2 белая пешка · h2 белая пешка · a1 белая ладья · b1 белый конь · c1 белый слон · d1 белый ферзь · e1 белый король · f1 белый слон · g1 белый конь · h1 белая ладья | a8 чёрная ладья · b8 чёрный конь · c8 чёрный слон · d8 чёрный ферзь · e8 чёрный король · f8 чёрный слон · h8 чёрная ладья · a7 чёрная пешка · b7 чёрная пешка · c7 чёрная пешка · d7 чёрная пешка · e7 чёрная пешка · f7 чёрная пешка · g7 чёрная пешка · h7 чёрная пешка · f6 чёрный конь · c4 белая пешка · d4 белая пешка · a2 белая пешка · b2 белая пешка · e2 белая пешка · f2 белая пешка · g2 белая пешка · h2 белая пешка · a1 белая ладья · b1 белый конь · c1 белый слон · d1 белый ферзь · e1 белый король · f1 белый слон · g1 белый конь · h1 белая ладья | a8 чёрная ладья · b8 чёрный конь · c8 чёрный слон · d8 чёрный ферзь · e8 чёрный король · f8 чёрный слон · h8 чёрная ладья · a7 чёрная пешка · b7 чёрная пешка · c7 чёрная пешка · d7 чёрная пешка · e7 чёрная пешка · f7 чёрная пешка · g7 чёрная пешка · h7 чёрная пешка · f6 чёрный конь · c4 белая пешка · d4 белая пешка · a2 белая пешка · b2 белая пешка · e2 белая пешка · f2 белая пешка · g2 белая пешка · h2 белая пешка · a1 белая ладья · b1 белый конь · c1 белый слон · d1 белый ферзь · e1 белый король · f1 белый слон · g1 белый конь · h1 белая ладья | a8 чёрная ладья · b8 чёрный конь · c8 чёрный слон · d8 чёрный ферзь · e8 чёрный король · f8 чёрный слон · h8 чёрная ладья · a7 чёрная пешка · b7 чёрная пешка · c7 чёрная пешка · d7 чёрная пешка · e7 чёрная пешка · f7 чёрная пешка · g7 чёрная пешка · h7 чёрная пешка · f6 чёрный конь · c4 белая пешка · d4 белая пешка · a2 белая пешка · b2 белая пешка · e2 белая пешка · f2 белая пешка · g2 белая пешка · h2 белая пешка · a1 белая ладья · b1 белый конь · c1 белый слон · d1 белый ферзь · e1 белый король · f1 белый слон · g1 белый конь · h1 белая ладья | 5 |
| 4 | a8 чёрная ладья · b8 чёрный конь · c8 чёрный слон · d8 чёрный ферзь · e8 чёрный король · f8 чёрный слон · h8 чёрная ладья · a7 чёрная пешка · b7 чёрная пешка · c7 чёрная пешка · d7 чёрная пешка · e7 чёрная пешка · f7 чёрная пешка · g7 чёрная пешка · h7 чёрная пешка · f6 чёрный конь · c4 белая пешка · d4 белая пешка · a2 белая пешка · b2 белая пешка · e2 белая пешка · f2 белая пешка · g2 белая пешка · h2 белая пешка · a1 белая ладья · b1 белый конь · c1 белый слон · d1 белый ферзь · e1 белый король · f1 белый слон · g1 белый конь · h1 белая ладья | a8 чёрная ладья · b8 чёрный конь · c8 чёрный слон · d8 чёрный ферзь · e8 чёрный король · f8 чёрный слон · h8 чёрная ладья · a7 чёрная пешка · b7 чёрная пешка · c7 чёрная пешка · d7 чёрная пешка · e7 чёрная пешка · f7 чёрная пешка · g7 чёрная пешка · h7 чёрная пешка · f6 чёрный конь · c4 белая пешка · d4 белая пешка · a2 белая пешка · b2 белая пешка · e2 белая пешка · f2 белая пешка · g2 белая пешка · h2 белая пешка · a1 белая ладья · b1 белый конь · c1 белый слон · d1 белый ферзь · e1 белый король · f1 белый слон · g1 белый конь · h1 белая ладья | a8 чёрная ладья · b8 чёрный конь · c8 чёрный слон · d8 чёрный ферзь · e8 чёрный король · f8 чёрный слон · h8 чёрная ладья · a7 чёрная пешка · b7 чёрная пешка · c7 чёрная пешка · d7 чёрная пешка · e7 чёрная пешка · f7 чёрная пешка · g7 чёрная пешка · h7 чёрная пешка · f6 чёрный конь · c4 белая пешка · d4 белая пешка · a2 белая пешка · b2 белая пешка · e2 белая пешка · f2 белая пешка · g2 белая пешка · h2 белая пешка · a1 белая ладья · b1 белый конь · c1 белый слон · d1 белый ферзь · e1 белый король · f1 белый слон · g1 белый конь · h1 белая ладья | a8 чёрная ладья · b8 чёрный конь · c8 чёрный слон · d8 чёрный ферзь · e8 чёрный король · f8 чёрный слон · h8 чёрная ладья · a7 чёрная пешка · b7 чёрная пешка · c7 чёрная пешка · d7 чёрная пешка · e7 чёрная пешка · f7 чёрная пешка · g7 чёрная пешка · h7 чёрная пешка · f6 чёрный конь · c4 белая пешка · d4 белая пешка · a2 белая пешка · b2 белая пешка · e2 белая пешка · f2 белая пешка · g2 белая пешка · h2 белая пешка · a1 белая ладья · b1 белый конь · c1 белый слон · d1 белый ферзь · e1 белый король · f1 белый слон · g1 белый конь · h1 белая ладья | a8 чёрная ладья · b8 чёрный конь · c8 чёрный слон · d8 чёрный ферзь · e8 чёрный король · f8 чёрный слон · h8 чёрная ладья · a7 чёрная пешка · b7 чёрная пешка · c7 чёрная пешка · d7 чёрная пешка · e7 чёрная пешка · f7 чёрная пешка · g7 чёрная пешка · h7 чёрная пешка · f6 чёрный конь · c4 белая пешка · d4 белая пешка · a2 белая пешка · b2 белая пешка · e2 белая пешка · f2 белая пешка · g2 белая пешка · h2 белая пешка · a1 белая ладья · b1 белый конь · c1 белый слон · d1 белый ферзь · e1 белый король · f1 белый слон · g1 белый конь · h1 белая ладья | a8 чёрная ладья · b8 чёрный конь · c8 чёрный слон · d8 чёрный ферзь · e8 чёрный король · f8 чёрный слон · h8 чёрная ладья · a7 чёрная пешка · b7 чёрная пешка · c7 чёрная пешка · d7 чёрная пешка · e7 чёрная пешка · f7 чёрная пешка · g7 чёрная пешка · h7 чёрная пешка · f6 чёрный конь · c4 белая пешка · d4 белая пешка · a2 белая пешка · b2 белая пешка · e2 белая пешка · f2 белая пешка · g2 белая пешка · h2 белая пешка · a1 белая ладья · b1 белый конь · c1 белый слон · d1 белый ферзь · e1 белый король · f1 белый слон · g1 белый конь · h1 белая ладья | a8 чёрная ладья · b8 чёрный конь · c8 чёрный слон · d8 чёрный ферзь · e8 чёрный король · f8 чёрный слон · h8 чёрная ладья · a7 чёрная пешка · b7 чёрная пешка · c7 чёрная пешка · d7 чёрная пешка · e7 чёрная пешка · f7 чёрная пешка · g7 чёрная пешка · h7 чёрная пешка · f6 чёрный конь · c4 белая пешка · d4 белая пешка · a2 белая пешка · b2 белая пешка · e2 белая пешка · f2 белая пешка · g2 белая пешка · h2 белая пешка · a1 белая ладья · b1 белый конь · c1 белый слон · d1 белый ферзь · e1 белый король · f1 белый слон · g1 белый конь · h1 белая ладья | a8 чёрная ладья · b8 чёрный конь · c8 чёрный слон · d8 чёрный ферзь · e8 чёрный король · f8 чёрный слон · h8 чёрная ладья · a7 чёрная пешка · b7 чёрная пешка · c7 чёрная пешка · d7 чёрная пешка · e7 чёрная пешка · f7 чёрная пешка · g7 чёрная пешка · h7 чёрная пешка · f6 чёрный конь · c4 белая пешка · d4 белая пешка · a2 белая пешка · b2 белая пешка · e2 белая пешка · f2 белая пешка · g2 белая пешка · h2 белая пешка · a1 белая ладья · b1 белый конь · c1 белый слон · d1 белый ферзь · e1 белый король · f1 белый слон · g1 белый конь · h1 белая ладья | 4 |
| 3 | a8 чёрная ладья · b8 чёрный конь · c8 чёрный слон · d8 чёрный ферзь · e8 чёрный король · f8 чёрный слон · h8 чёрная ладья · a7 чёрная пешка · b7 чёрная пешка · c7 чёрная пешка · d7 чёрная пешка · e7 чёрная пешка · f7 чёрная пешка · g7 чёрная пешка · h7 чёрная пешка · f6 чёрный конь · c4 белая пешка · d4 белая пешка · a2 белая пешка · b2 белая пешка · e2 белая пешка · f2 белая пешка · g2 белая пешка · h2 белая пешка · a1 белая ладья · b1 белый конь · c1 белый слон · d1 белый ферзь · e1 белый король · f1 белый слон · g1 белый конь · h1 белая ладья | a8 чёрная ладья · b8 чёрный конь · c8 чёрный слон · d8 чёрный ферзь · e8 чёрный король · f8 чёрный слон · h8 чёрная ладья · a7 чёрная пешка · b7 чёрная пешка · c7 чёрная пешка · d7 чёрная пешка · e7 чёрная пешка · f7 чёрная пешка · g7 чёрная пешка · h7 чёрная пешка · f6 чёрный конь · c4 белая пешка · d4 белая пешка · a2 белая пешка · b2 белая пешка · e2 белая пешка · f2 белая пешка · g2 белая пешка · h2 белая пешка · a1 белая ладья · b1 белый конь · c1 белый слон · d1 белый ферзь · e1 белый король · f1 белый слон · g1 белый конь · h1 белая ладья | a8 чёрная ладья · b8 чёрный конь · c8 чёрный слон · d8 чёрный ферзь · e8 чёрный король · f8 чёрный слон · h8 чёрная ладья · a7 чёрная пешка · b7 чёрная пешка · c7 чёрная пешка · d7 чёрная пешка · e7 чёрная пешка · f7 чёрная пешка · g7 чёрная пешка · h7 чёрная пешка · f6 чёрный конь · c4 белая пешка · d4 белая пешка · a2 белая пешка · b2 белая пешка · e2 белая пешка · f2 белая пешка · g2 белая пешка · h2 белая пешка · a1 белая ладья · b1 белый конь · c1 белый слон · d1 белый ферзь · e1 белый король · f1 белый слон · g1 белый конь · h1 белая ладья | a8 чёрная ладья · b8 чёрный конь · c8 чёрный слон · d8 чёрный ферзь · e8 чёрный король · f8 чёрный слон · h8 чёрная ладья · a7 чёрная пешка · b7 чёрная пешка · c7 чёрная пешка · d7 чёрная пешка · e7 чёрная пешка · f7 чёрная пешка · g7 чёрная пешка · h7 чёрная пешка · f6 чёрный конь · c4 белая пешка · d4 белая пешка · a2 белая пешка · b2 белая пешка · e2 белая пешка · f2 белая пешка · g2 белая пешка · h2 белая пешка · a1 белая ладья · b1 белый конь · c1 белый слон · d1 белый ферзь · e1 белый король · f1 белый слон · g1 белый конь · h1 белая ладья | a8 чёрная ладья · b8 чёрный конь · c8 чёрный слон · d8 чёрный ферзь · e8 чёрный король · f8 чёрный слон · h8 чёрная ладья · a7 чёрная пешка · b7 чёрная пешка · c7 чёрная пешка · d7 чёрная пешка · e7 чёрная пешка · f7 чёрная пешка · g7 чёрная пешка · h7 чёрная пешка · f6 чёрный конь · c4 белая пешка · d4 белая пешка · a2 белая пешка · b2 белая пешка · e2 белая пешка · f2 белая пешка · g2 белая пешка · h2 белая пешка · a1 белая ладья · b1 белый конь · c1 белый слон · d1 белый ферзь · e1 белый король · f1 белый слон · g1 белый конь · h1 белая ладья | a8 чёрная ладья · b8 чёрный конь · c8 чёрный слон · d8 чёрный ферзь · e8 чёрный король · f8 чёрный слон · h8 чёрная ладья · a7 чёрная пешка · b7 чёрная пешка · c7 чёрная пешка · d7 чёрная пешка · e7 чёрная пешка · f7 чёрная пешка · g7 чёрная пешка · h7 чёрная пешка · f6 чёрный конь · c4 белая пешка · d4 белая пешка · a2 белая пешка · b2 белая пешка · e2 белая пешка · f2 белая пешка · g2 белая пешка · h2 белая пешка · a1 белая ладья · b1 белый конь · c1 белый слон · d1 белый ферзь · e1 белый король · f1 белый слон · g1 белый конь · h1 белая ладья | a8 чёрная ладья · b8 чёрный конь · c8 чёрный слон · d8 чёрный ферзь · e8 чёрный король · f8 чёрный слон · h8 чёрная ладья · a7 чёрная пешка · b7 чёрная пешка · c7 чёрная пешка · d7 чёрная пешка · e7 чёрная пешка · f7 чёрная пешка · g7 чёрная пешка · h7 чёрная пешка · f6 чёрный конь · c4 белая пешка · d4 белая пешка · a2 белая пешка · b2 белая пешка · e2 белая пешка · f2 белая пешка · g2 белая пешка · h2 белая пешка · a1 белая ладья · b1 белый конь · c1 белый слон · d1 белый ферзь · e1 белый король · f1 белый слон · g1 белый конь · h1 белая ладья | a8 чёрная ладья · b8 чёрный конь · c8 чёрный слон · d8 чёрный ферзь · e8 чёрный король · f8 чёрный слон · h8 чёрная ладья · a7 чёрная пешка · b7 чёрная пешка · c7 чёрная пешка · d7 чёрная пешка · e7 чёрная пешка · f7 чёрная пешка · g7 чёрная пешка · h7 чёрная пешка · f6 чёрный конь · c4 белая пешка · d4 белая пешка · a2 белая пешка · b2 белая пешка · e2 белая пешка · f2 белая пешка · g2 белая пешка · h2 белая пешка · a1 белая ладья · b1 белый конь · c1 белый слон · d1 белый ферзь · e1 белый король · f1 белый слон · g1 белый конь · h1 белая ладья | 3 |
| 2 | a8 чёрная ладья · b8 чёрный конь · c8 чёрный слон · d8 чёрный ферзь · e8 чёрный король · f8 чёрный слон · h8 чёрная ладья · a7 чёрная пешка · b7 чёрная пешка · c7 чёрная пешка · d7 чёрная пешка · e7 чёрная пешка · f7 чёрная пешка · g7 чёрная пешка · h7 чёрная пешка · f6 чёрный конь · c4 белая пешка · d4 белая пешка · a2 белая пешка · b2 белая пешка · e2 белая пешка · f2 белая пешка · g2 белая пешка · h2 белая пешка · a1 белая ладья · b1 белый конь · c1 белый слон · d1 белый ферзь · e1 белый король · f1 белый слон · g1 белый конь · h1 белая ладья | a8 чёрная ладья · b8 чёрный конь · c8 чёрный слон · d8 чёрный ферзь · e8 чёрный король · f8 чёрный слон · h8 чёрная ладья · a7 чёрная пешка · b7 чёрная пешка · c7 чёрная пешка · d7 чёрная пешка · e7 чёрная пешка · f7 чёрная пешка · g7 чёрная пешка · h7 чёрная пешка · f6 чёрный конь · c4 белая пешка · d4 белая пешка · a2 белая пешка · b2 белая пешка · e2 белая пешка · f2 белая пешка · g2 белая пешка · h2 белая пешка · a1 белая ладья · b1 белый конь · c1 белый слон · d1 белый ферзь · e1 белый король · f1 белый слон · g1 белый конь · h1 белая ладья | a8 чёрная ладья · b8 чёрный конь · c8 чёрный слон · d8 чёрный ферзь · e8 чёрный король · f8 чёрный слон · h8 чёрная ладья · a7 чёрная пешка · b7 чёрная пешка · c7 чёрная пешка · d7 чёрная пешка · e7 чёрная пешка · f7 чёрная пешка · g7 чёрная пешка · h7 чёрная пешка · f6 чёрный конь · c4 белая пешка · d4 белая пешка · a2 белая пешка · b2 белая пешка · e2 белая пешка · f2 белая пешка · g2 белая пешка · h2 белая пешка · a1 белая ладья · b1 белый конь · c1 белый слон · d1 белый ферзь · e1 белый король · f1 белый слон · g1 белый конь · h1 белая ладья | a8 чёрная ладья · b8 чёрный конь · c8 чёрный слон · d8 чёрный ферзь · e8 чёрный король · f8 чёрный слон · h8 чёрная ладья · a7 чёрная пешка · b7 чёрная пешка · c7 чёрная пешка · d7 чёрная пешка · e7 чёрная пешка · f7 чёрная пешка · g7 чёрная пешка · h7 чёрная пешка · f6 чёрный конь · c4 белая пешка · d4 белая пешка · a2 белая пешка · b2 белая пешка · e2 белая пешка · f2 белая пешка · g2 белая пешка · h2 белая пешка · a1 белая ладья · b1 белый конь · c1 белый слон · d1 белый ферзь · e1 белый король · f1 белый слон · g1 белый конь · h1 белая ладья | a8 чёрная ладья · b8 чёрный конь · c8 чёрный слон · d8 чёрный ферзь · e8 чёрный король · f8 чёрный слон · h8 чёрная ладья · a7 чёрная пешка · b7 чёрная пешка · c7 чёрная пешка · d7 чёрная пешка · e7 чёрная пешка · f7 чёрная пешка · g7 чёрная пешка · h7 чёрная пешка · f6 чёрный конь · c4 белая пешка · d4 белая пешка · a2 белая пешка · b2 белая пешка · e2 белая пешка · f2 белая пешка · g2 белая пешка · h2 белая пешка · a1 белая ладья · b1 белый конь · c1 белый слон · d1 белый ферзь · e1 белый король · f1 белый слон · g1 белый конь · h1 белая ладья | a8 чёрная ладья · b8 чёрный конь · c8 чёрный слон · d8 чёрный ферзь · e8 чёрный король · f8 чёрный слон · h8 чёрная ладья · a7 чёрная пешка · b7 чёрная пешка · c7 чёрная пешка · d7 чёрная пешка · e7 чёрная пешка · f7 чёрная пешка · g7 чёрная пешка · h7 чёрная пешка · f6 чёрный конь · c4 белая пешка · d4 белая пешка · a2 белая пешка · b2 белая пешка · e2 белая пешка · f2 белая пешка · g2 белая пешка · h2 белая пешка · a1 белая ладья · b1 белый конь · c1 белый слон · d1 белый ферзь · e1 белый король · f1 белый слон · g1 белый конь · h1 белая ладья | a8 чёрная ладья · b8 чёрный конь · c8 чёрный слон · d8 чёрный ферзь · e8 чёрный король · f8 чёрный слон · h8 чёрная ладья · a7 чёрная пешка · b7 чёрная пешка · c7 чёрная пешка · d7 чёрная пешка · e7 чёрная пешка · f7 чёрная пешка · g7 чёрная пешка · h7 чёрная пешка · f6 чёрный конь · c4 белая пешка · d4 белая пешка · a2 белая пешка · b2 белая пешка · e2 белая пешка · f2 белая пешка · g2 белая пешка · h2 белая пешка · a1 белая ладья · b1 белый конь · c1 белый слон · d1 белый ферзь · e1 белый король · f1 белый слон · g1 белый конь · h1 белая ладья | a8 чёрная ладья · b8 чёрный конь · c8 чёрный слон · d8 чёрный ферзь · e8 чёрный король · f8 чёрный слон · h8 чёрная ладья · a7 чёрная пешка · b7 чёрная пешка · c7 чёрная пешка · d7 чёрная пешка · e7 чёрная пешка · f7 чёрная пешка · g7 чёрная пешка · h7 чёрная пешка · f6 чёрный конь · c4 белая пешка · d4 белая пешка · a2 белая пешка · b2 белая пешка · e2 белая пешка · f2 белая пешка · g2 белая пешка · h2 белая пешка · a1 белая ладья · b1 белый конь · c1 белый слон · d1 белый ферзь · e1 белый король · f1 белый слон · g1 белый конь · h1 белая ладья | 2 |
| 1 | a8 чёрная ладья · b8 чёрный конь · c8 чёрный слон · d8 чёрный ферзь · e8 чёрный король · f8 чёрный слон · h8 чёрная ладья · a7 чёрная пешка · b7 чёрная пешка · c7 чёрная пешка · d7 чёрная пешка · e7 чёрная пешка · f7 чёрная пешка · g7 чёрная пешка · h7 чёрная пешка · f6 чёрный конь · c4 белая пешка · d4 белая пешка · a2 белая пешка · b2 белая пешка · e2 белая пешка · f2 белая пешка · g2 белая пешка · h2 белая пешка · a1 белая ладья · b1 белый конь · c1 белый слон · d1 белый ферзь · e1 белый король · f1 белый слон · g1 белый конь · h1 белая ладья | a8 чёрная ладья · b8 чёрный конь · c8 чёрный слон · d8 чёрный ферзь · e8 чёрный король · f8 чёрный слон · h8 чёрная ладья · a7 чёрная пешка · b7 чёрная пешка · c7 чёрная пешка · d7 чёрная пешка · e7 чёрная пешка · f7 чёрная пешка · g7 чёрная пешка · h7 чёрная пешка · f6 чёрный конь · c4 белая пешка · d4 белая пешка · a2 белая пешка · b2 белая пешка · e2 белая пешка · f2 белая пешка · g2 белая пешка · h2 белая пешка · a1 белая ладья · b1 белый конь · c1 белый слон · d1 белый ферзь · e1 белый король · f1 белый слон · g1 белый конь · h1 белая ладья | a8 чёрная ладья · b8 чёрный конь · c8 чёрный слон · d8 чёрный ферзь · e8 чёрный король · f8 чёрный слон · h8 чёрная ладья · a7 чёрная пешка · b7 чёрная пешка · c7 чёрная пешка · d7 чёрная пешка · e7 чёрная пешка · f7 чёрная пешка · g7 чёрная пешка · h7 чёрная пешка · f6 чёрный конь · c4 белая пешка · d4 белая пешка · a2 белая пешка · b2 белая пешка · e2 белая пешка · f2 белая пешка · g2 белая пешка · h2 белая пешка · a1 белая ладья · b1 белый конь · c1 белый слон · d1 белый ферзь · e1 белый король · f1 белый слон · g1 белый конь · h1 белая ладья | a8 чёрная ладья · b8 чёрный конь · c8 чёрный слон · d8 чёрный ферзь · e8 чёрный король · f8 чёрный слон · h8 чёрная ладья · a7 чёрная пешка · b7 чёрная пешка · c7 чёрная пешка · d7 чёрная пешка · e7 чёрная пешка · f7 чёрная пешка · g7 чёрная пешка · h7 чёрная пешка · f6 чёрный конь · c4 белая пешка · d4 белая пешка · a2 белая пешка · b2 белая пешка · e2 белая пешка · f2 белая пешка · g2 белая пешка · h2 белая пешка · a1 белая ладья · b1 белый конь · c1 белый слон · d1 белый ферзь · e1 белый король · f1 белый слон · g1 белый конь · h1 белая ладья | a8 чёрная ладья · b8 чёрный конь · c8 чёрный слон · d8 чёрный ферзь · e8 чёрный король · f8 чёрный слон · h8 чёрная ладья · a7 чёрная пешка · b7 чёрная пешка · c7 чёрная пешка · d7 чёрная пешка · e7 чёрная пешка · f7 чёрная пешка · g7 чёрная пешка · h7 чёрная пешка · f6 чёрный конь · c4 белая пешка · d4 белая пешка · a2 белая пешка · b2 белая пешка · e2 белая пешка · f2 белая пешка · g2 белая пешка · h2 белая пешка · a1 белая ладья · b1 белый конь · c1 белый слон · d1 белый ферзь · e1 белый король · f1 белый слон · g1 белый конь · h1 белая ладья | a8 чёрная ладья · b8 чёрный конь · c8 чёрный слон · d8 чёрный ферзь · e8 чёрный король · f8 чёрный слон · h8 чёрная ладья · a7 чёрная пешка · b7 чёрная пешка · c7 чёрная пешка · d7 чёрная пешка · e7 чёрная пешка · f7 чёрная пешка · g7 чёрная пешка · h7 чёрная пешка · f6 чёрный конь · c4 белая пешка · d4 белая пешка · a2 белая пешка · b2 белая пешка · e2 белая пешка · f2 белая пешка · g2 белая пешка · h2 белая пешка · a1 белая ладья · b1 белый конь · c1 белый слон · d1 белый ферзь · e1 белый король · f1 белый слон · g1 белый конь · h1 белая ладья | a8 чёрная ладья · b8 чёрный конь · c8 чёрный слон · d8 чёрный ферзь · e8 чёрный король · f8 чёрный слон · h8 чёрная ладья · a7 чёрная пешка · b7 чёрная пешка · c7 чёрная пешка · d7 чёрная пешка · e7 чёрная пешка · f7 чёрная пешка · g7 чёрная пешка · h7 чёрная пешка · f6 чёрный конь · c4 белая пешка · d4 белая пешка · a2 белая пешка · b2 белая пешка · e2 белая пешка · f2 белая пешка · g2 белая пешка · h2 белая пешка · a1 белая ладья · b1 белый конь · c1 белый слон · d1 белый ферзь · e1 белый король · f1 белый слон · g1 белый конь · h1 белая ладья | a8 чёрная ладья · b8 чёрный конь · c8 чёрный слон · d8 чёрный ферзь · e8 чёрный король · f8 чёрный слон · h8 чёрная ладья · a7 чёрная пешка · b7 чёрная пешка · c7 чёрная пешка · d7 чёрная пешка · e7 чёрная пешка · f7 чёрная пешка · g7 чёрная пешка · h7 чёрная пешка · f6 чёрный конь · c4 белая пешка · d4 белая пешка · a2 белая пешка · b2 белая пешка · e2 белая пешка · f2 белая пешка · g2 белая пешка · h2 белая пешка · a1 белая ладья · b1 белый конь · c1 белый слон · d1 белый ферзь · e1 белый король · f1 белый слон · g1 белый конь · h1 белая ладья | 1 |
|   | a | b | c | d | e | f | g | h |   |

19 сентября, в 6-м туре Julius Baer Generation Cup Карлсен сдался в онлайн-партии против Ниманна, сделав всего один ход. Игра проходила на платформе chess24, турнир был частью Champions Chess Tour 2022. Игроки участвовали, используя веб-камеры через Microsoft Teams. Партия началась с индийской защиты (1.d4 Nf6), и после того, как Ниманн сыграл 2.c4, Карлсен сдался и выключил свою веб-камеру.
Решение чемпиона мира вызвало замешательство и удивление у комментаторов Тани Сачдев и Петера Леко. Гроссмейстер Морис Эшли написал в Твиттере: «Это тревожно и шокирующе. Никто не может радоваться тому, что это происходит в шахматном мире. Не могу поверить!!».
В том же турнире Аронян проиграл Ниманну в 21 ход и сказал после партии, что «его смутили очень странные ходы».
21 сентября, после окончания отборочных раундов, Карлсен на трансляции chess24 сказал, что впечатлён игрой Ниманна, и добавил, что Максим Длуги, который в 2017 и 2020 годах блокировался на Chess.com за нечестную игру, является «его наставником». Спустя неделю Chess.com предоставил Vice переписку, в которой подтверждалось мошенничество, Длуги также в нём признался. В заявлении для Vice Длуги раскритиковал Карлсена и заявил о своей непричастности к конфликту.
25 сентября Карлсен вышел в плей-офф и смог победить в финале Арджуна Эригайси. В интервью он сказал, что хочет, чтобы с мошенничеством в шахматах «разбирались серьёзно», и что это не последний раз, когда он будет затрагивать данную тему. В будущем Карлсен сказал, что сделает ещё заявления по поводу конфликта, но добавил, что «на это существуют некоторые ограничения».

## Чемпионат США
Ниманн принял участие в чемпионате США. В 1-м туре он обыграл Кристофера Ю и сказал после партии: «Моя игра была настолько прекрасна, что комментировать нечего». Шахматный журналист Деннис Монокроуссос описал игру как «нечто меньшее, чем компьютерное совершенство». Ниманн занял 9-е место с результатом 7 из 13, отстав от победителя Каруаны на 1½ очка.

## Расследования

### Chess.com
В октябре Chess.com предоставил The Wall Street Journal 72-страничный отчёт про Ниманна. Он включал в себя «аналитику, которая сравнивает ходы с теми, которые рекомендуются шахматными движками; исследования прошлых результатов и профиля силы игрока; мониторинг открытия игроками браузеров во время партии» и так далее.
Утверждалось, что Ниманн жульничал более чем в 100 онлайн-партиях — среди них есть призовые турниры, игры во время прямого эфира и партии против сильных интернет-блицоров. Ниманн признался в этом и некоторое время был заблокирован на Chess.com. Он утверждал, что жульничал в 12 и 16 лет, но в отсчёте говорилось про 17 лет. Кен Реган, профессор Университета в Буффало, сказал, что быстрый карьерный рост Ниманна — аномалия, ведь около двух лет его рейтинг стоял на месте.
Сайт заявил, что нет чётких доказательств жульничества Ниманна, но некоторые его партии были «детально изучены». Было сказано, что Ниманн не мог знать, что Карлсен сыграет g3 в защите Нимцовича — последний раз Карлсен играл в 2019 году. Однако Ниманн сказал, что именно этот вариант он посмотрел накануне. Несмотря на подготовку, Ниманн тратил много времени во время партии и объяснил это не только «личностью противника», но и тем, что «не хотел перепутать ходы и попасть в проигранную позицию».

### ФИДЕ
Эмиль Сутовский, генеральный директор ФИДЕ, отметил, что Карлсен ранее не покидал турнир из-за плохих результатов, и поэтому предположил, что у него была на это «веская причина».
Кен Реган разработал античитерскую систему для ФИДЕ. По просьбе организаторов Кубка Синкфилда он разобрал партию Карлсен-Ниманн и не нашёл признаков читерства, в то же время был не согласен с отчётом Chess.com.
23 сентября президент ФИДЕ Аркадий Дворкович сказал, что ФИДЕ разделяет обеспокоенность Карлсена по поводу мошенничества. Он добавил, что расследование проводится только в случае предоставления адекватных аргументов со стороны Карлсена. Дворкович сказал, что действия Карлсена вредят шахматам, упомянув «моральную ответственность, связанную с его статусом».
23 сентября сообщалось, что ФИДЕ соберёт комиссию для решения спора. 29 сентября официально началось расследование. Комиссия ФИДЕ по честной игре (FPL) сформировала совет с участием 3 (из 12) членов с возможностью консультироваться с другими экспертами. Следствие оценивало аргументы Карлсена. 12 декабря 2023 года следствие закончилось. Карлсен был признан невиновным по 3 пунктам обвинения: «безрассудное обвинение в мошенничестве», «клевета» и «унижение репутации и интересов ФИДЕ», но был оштрафован на 10 000 евро за то, что снялся с турнира, признав при этом свою вину.

### Судебный иск Ниманна
20 октября Ниманн подал судебный иск в Федеральный окружной суд Восточного округа Миссури против Карлсена и его компании Play Magnus, Chess.com, Накамуры и Ренша с обвинениями в клевете и сговоре, потребовав компенсацию в размере 100 млн долларов. Ввиду этого, Tata Steel Chess Tournament прекратил договорённости о его участии в Tata Steel 2023, а Винсент Кеймер отменил предстоящий с ним матч в Германии.
27 июня 2023 года в суде первой инстанции все основные требования иска были отклонены, дело было прекращено федеральным судьёй. Накамура порадовался, что «шахматный мир продвинулся вперёд», добавив, что «многие вещи, которые были порождены этим, стали очень негативными и, безусловно, плохо отразились на шахматах».
В августе Карлсен и платформа chess.com заявили о том, что скандал полностью урегулирован, все обвинения с Ниманна сняты — его разблокировали на chess.com, а Карлсен обещал не избегать своего противника, если жребий вновь сведёт их. На командном чемпионате мира по рапиду 2024 команда Карлсена WR Chess Team встречалась с командой Ниманна GMHans.com. Капитаны играли за 1-й доской, и бывший чемпион мира не вышел на игру, выставив вместо себя Яна Непомнящего.
В сентябре 2023 года, проиграв Ниманну, 14-й чемпион мира Владимир Крамник объявил, что покидает chess.com из-за недостаточных усилий платформы по борьбе с читерами.